# Довге (Хустський район)
До́вге — селище в Україні, в Хустському районі Закарпатської області, центр Довжанської селищної територіальної громади. У 1971—1994 роках Довге було селищем міського типу, до 1971 і в 1994—2025 — селом.
На півночі межує з селом Бронька, на південному заході з селом Приборжавське та на південному сході з Липецькою Поляною. Довге простягається вздовж долини річки Боржави. Віддалене від обласного на 97 км. Через Довге проходить вузькоколійна залізниця Берегове — Кушниця та шосейні шляхи до Іршави, Сваляви і Хуста.

## Назва
У період із 1383 до 1404 років село згадується в письмових джерелах, як Госсумезо («Hozyowmezew» в оригіналі) — від угор. Hosszúmező, що перекладається, як «довге поле». Існує декілька письмових варіацій назви Hosszúmező, поява яких пов'язана зі специфікою старого угорського правопису. Наприклад: Hozyumezov, Hozyowmezew, Hazyomezew, Hezyomezeu, Hozyomezen, Huzyumezeu. З 1404 року вживається назва Dolha (Долго). В деяких документах за 1463 рік трапляється назва Naghdolha або Nagh Dolha.

## Географія і клімат

### Рельєф і гідрографія
З південного сходу Довге оточене низькогірним масивом Тупий, а із заходу — гірським масивом Великий Діл. Обидва масиви лежать у межах Вулканічного хребта Східних Карпат. З півночі та північного сходу до села прилягають південні відроги хребта Полонина Боржава.
Через Довге протікає річка Боржава. Гірський характер течії — тільки у верхній частині до села Довге, де тече по гірській V-подібній долині у південному напрямі. Швидкість течії у межах 0,6—1,2 м/с, середні витрати 10,1 м3/с.
У межах Довгого басейн Боржави сформовано мережею потоків і струмків. Ліві притоки Боржави: Глубокий, Грабовий, Заквас, Метова, Великий потік, Довгий, Жубраків, Паньова, Дійдовий великий, Дійдовій малий, Бистра. Праві притоки Боржави: Житній малий, Житній великий, Малиновий, Тросна, Золота, Свинка.

### Геологічна будова, ґрунти і корисні копалини
За типом ландшафту Довге належить до Перечин-Липчанського природного району, який простягнувся вузькою смугою між Полонинським і Вигорлат-Гутинським хребтами на 150 км. Село розташоване в лійкуватій улоговині. Це справжній міжгірський район, закритий майже з усіх сторін високими гірськими хребтами.
Село Довге лежить на зчленуванні Складчастих Карпат і Закарпатського внутрішнього прогину — в центральній частині Закарпатської сейсмоактивної зони, яка геологічно відповідає Закарпатському глибинному розлому. В зоні цього розлому по лінії Гуменне-Свалява-Сигет розташовані вогнища сильних землетрусів минулих років. Зокрема в районі Довгого зафіксовано потужні землетруси 3 вересня 1867 року (з афтершоками) та 26 грудня 1872 року (одиничний) з Іо=5-6 і 7 балів.
Надра Довгого багаті на поклади андезитового каменю, вапно. На околицях Довгого є джерело мінеральної води — температура 12 °C, мінералізація — 0,9 г/дм3, слабовуглекисла слабо мінералізована хлоридна гідрокарбонатна кальцієво-натрієва слабокисла, лікувально-столова, Малкінського типу. В народі вода, та сама місцевість, де розташоване джерело, має назву «квасна вода». Також наявне термальне джерело води на базі санаторію «Боржава» — температура 18,2 °C, мінералізація — 19,7 г/дм3, метанова йодна високо-мінералізована гідрокарбонатно-хлоридна натрієва слаболужна субтермальна лікувальна, типу Гайдусобосло.

### План-схема та топоніміка
В Довгому нараховується 45 вулиць та 1947 дворогосподарств.
Село має низку історичних місцевостей та урочищ: Арташ, Бараки, Бузковець, Велика вулиця, Великі Гірки, Гамора, Гірки, Городища, Дощадець, Кути, Лемацьке, Малиновий, Малі Гірки, Мочар, Полунивок, П'яц (центр), Райчівня, Свинка, Штація, Чищаник.

### Клімат
Клімат у Довгому помірно-континентальний, теплий та сухий, сприятливий для садівництва та виноградарства. На клімат сильно впливає захищеність хребтом Полонина Боржава від холодних вітрів з півночі. Характерна тривала осінь, однак у листопаді часто спостерігаються заморозки. Зима за тривалістю відповідає календарній, відзначаються нетривалі відлиги, щорічно утворюється сніговий покрив. Ранній весні сприяють теплі вітри з Середньодунайської рівнини.
Середньорічна температура повітря становить 9,2 °С, найнижча вона у січні (мінус 2,9 °С), найвища — в липні (19,5 °С). У середньому за рік в Довгому випадає 705 мм атмосферних опадів, найменше їх у лютому і квітні, найбільше — у червні та липні.
| Клімат Довгого          | Клімат Довгого | Клімат Довгого | Клімат Довгого | Клімат Довгого | Клімат Довгого | Клімат Довгого | Клімат Довгого | Клімат Довгого | Клімат Довгого | Клімат Довгого | Клімат Довгого | Клімат Довгого | Клімат Довгого |
| Показник                | Січ.           | Лют.           | Бер.           | Квіт.          | Трав.          | Черв.          | Лип.           | Серп.          | Вер.           | Жовт.          | Лист.          | Груд.          | Рік            |
| Середній максимум, °C   | 0,4            | 2,6            | 8,5            | 15,2           | 20,7           | 23,4           | 25,2           | 24,7           | 20,7           | 15,1           | 7,6            | 2,5            | 13,9           |
| Середня температура, °C | −2,9           | −0,8           | 4,1            | 9,9            | 15,0           | 17,9           | 19,5           | 18,9           | 15,2           | 10,0           | 4,2            | −0,3           | 9,2            |
| Середній мінімум, °C    | −6,1           | −4,2           | −0,2           | 4,7            | 9,3            | 12,4           | 13,8           | 13,2           | 9,7            | 4,9            | 0,9            | −3             | 4,6            |
| Норма опадів, мм        | 43             | 40             | 41             | 45             | 67             | 86             | 82             | 67             | 45             | 42             | 46             | 60             | 705            |
| ----------------------- | -------------- | -------------- | -------------- | -------------- | -------------- | -------------- | -------------- | -------------- | -------------- | -------------- | -------------- | -------------- | -------------- |
| Джерело:                |                |                |                |                |                |                |                |                |                |                |                |                |                |

## Історія

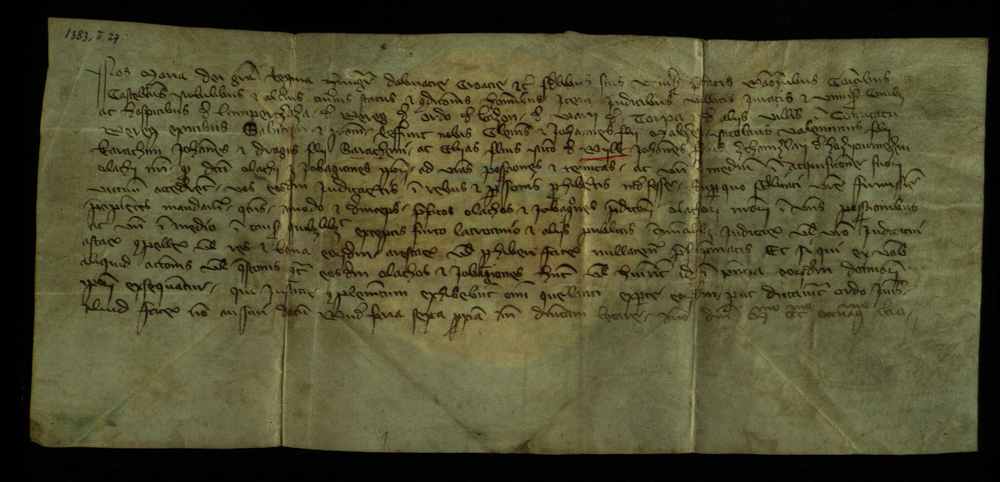
Дарча грамота, у якій вперше згадується Довге. Датована 27.02.1383

За легендою, колись давнє поселення було не на місці сучасного села, а в урочищі Свинка. Але згідно з тією ж легендою, потужний землетрус зруйнував давнє поселення і люди змушені були переселитись в долину річки Боржава. Ймовірно, описані в легенді події цілком могли мати місце, оскільки Довге розташоване в сейсмоактивній зоні.
Довге засновано наприкінці XIII — початку XIV століття на розвилці шляхів, що вели на Верховину, долину річки Тиси й на Велику Тисо-Дунайську низовину. Одним з доказів існування стародавнього поселення в Довгому є назва урочища Городище — місце ймовірного розташування древніх дерев'яних фортифікаційних споруд. В ті часи це була зупинка для відпочинку купців на торговельному шляху, а згодом тут почали селитися люди. Спочатку жителі села були вільними селянами. Займалися вони в основному скотарством і рільництвом. Слов'янська назва села вказує на те, що населення Довгого було русинське. У другій половині XIII — початку XIV розпочинається «волоська колонізація» території сучасного Закарпаття. Волохи, яких витісняли тюркські племена, поступово просувалися на північ і асимілювались з русинським населенням, яке їх слов'янізує. В цей період відбувається формування єдиного залежного селянства. Існували різні типи селянського прошарку: госпіти — переселенці, що мали право переходу на інші землі без згоди феодала; немеші — нижче дворянство; шолтеси; кенези. Саме в XIV столітті Довге стає частиною володінь сім'ї волоських магнатів Долгої, життя яких тісно переплітається з історією села.

### Період Долгої (1383—1711)

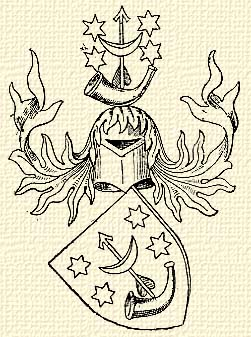
Родовий герб сім'ї Долгої

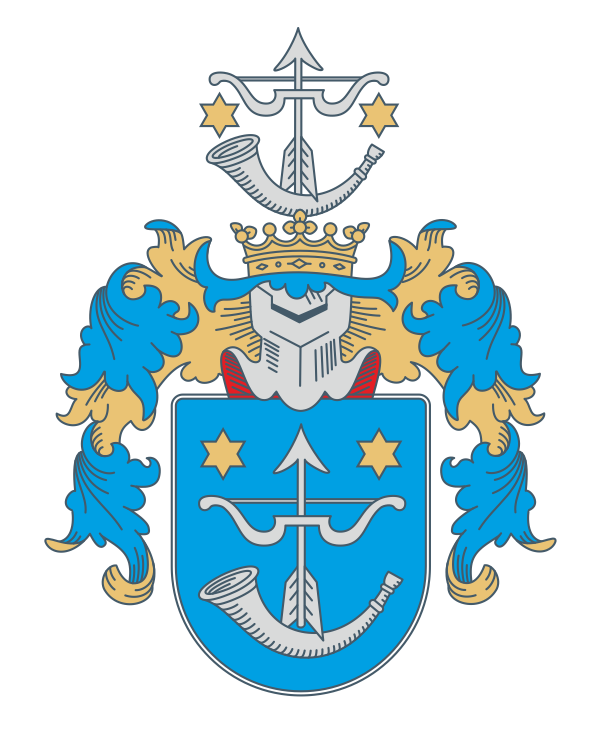
Реконструкція герба Долгої

Перший відомий предок сім'ї Долгої (Dolhay) — Станіслав І (Hosszúmezey I Szaniszló), волоський воєвода, який близько 1330 року разом зі своїми братами Білкей Карачоні (Bilkey Karácsonnal), Ilosvay Maxemmel és Komlósy Torpa Mihállyal на основі волоського права переселились на Закарпаття. Після смерті свого батька, троє синів — Янош, Шандор та Іштван — переїхали до села Довге. З цього моменту поселення стає резиденцією братів, так званим «possesiones capitalis», від якого рід магнатів виводить своє ім'я та предикт — de Dolha (приставка яка вказувала на головну резиденцію угорського дворянина).
Наприкінці XIV ст. угорський король Жигмонд дарує великі земельні території в долині Латориці і Боржави подільському князю Федору Корятовичу та його брату Василю. Ті, в свою чергу, роздаровують частину земель своїм родичам та вірним воїнам. Відомо, що у 1398 році вище названі князі звертаються до короля з проханням формально підтвердити дарування декількох сіл із своїх маєтків у долині річки Боржави на користь Станіслава та його братів Івана, Петра, Георгія і Богдана з Довгого. Справа видно затяглася на довгий час, бо у 1409 році Федір Корятович повторно видає документ про дарування села родині Долгої за військові заслуги. Тоді ж на село було заведено справу і внесено в загальний державний реєстр.
В 1411 році село згадується, як місце проживання збирача податків. У 1417 році Янош Долгої будує в селі дерев'яну церкву та дерев'яний замок-фортецю, яку оточував земляний вал і рів. Виданий Лелеським Конвентом документ від 27 вересня 1418 року, що встановлював вартість та склад володінь Богдана, сина Яноша з Довгого (Ioannis de Dolha) (засудженого за насилля) та його родичів, свідчить про те, що в Довгім було 23 населених кріпацьких господарств, 2 немешські садиби, одна русинська дерев'яна каплиця з цвинтарем та місцем поховань, пункт сплати мита (податку) та млин з одним колесом, розташований в нижній течії річки Свинка. Селяни сповідували православ'я. Долгої входили в число найбільш знатних і багатих феодальних сімей Мараморошу, тримаючи в підпорядкуванні більшість поселень Боржавської долини. Шляхом насильницького захоплення земель дрібних феодалів Долгої розширювали свої володіння. Спочатку Довге й навколишні села входили до комітату Береґ, але 1454 на прохання Долгої угорський король Ласло V їх землі до комітату Мараморош. 1460 угорський король Матяш Гуняді Корвін дозволив Амбрушу Долгої вимурувати в Довгому кам'яний будинок.
Але замість будинку, Амбруш Долгої все-таки без дозволу побудував укріплений кам'яний замок. У 1465 році Амбруш Долгої скоює вбивство. Через цей злочин він декілька разів поставав перед судом. Зрештою, володіння Амбруша були конфісковані на користь вдови Яноша Гуньяді — Ержибет. Однак, через деякий час королівський указ було скасовано й Амбруш знову стає власником маєтку в долині Боржави. Вже у 1471 році Довжанський замок згадується, як «castellum Dolha». В цій грамоті за 18 вересня 1471 року йдеться про рішення Національних зборів Угорщини, згідно з яким фортеця повинна бути зруйнована протягом 25 днів. В 1514 році його остаточно зруйнували повсталі селяни, які приєдналися до загонів Дьердя Дожі. Протягом століть жителі села розбирали руїни і з них будували свої хати. Від нього залишилася лише каплиця, яку у XVIII столітті перебудовано в кальвіністську церкву, а в 1965 році її також розібрали. На сучасному етапі про стародавню фортецю нагадують залишки підвального приміщення, цвинтар та руїни реформаторської церкви.

### Період визвольної війни угорського народу 1703—1711 рр

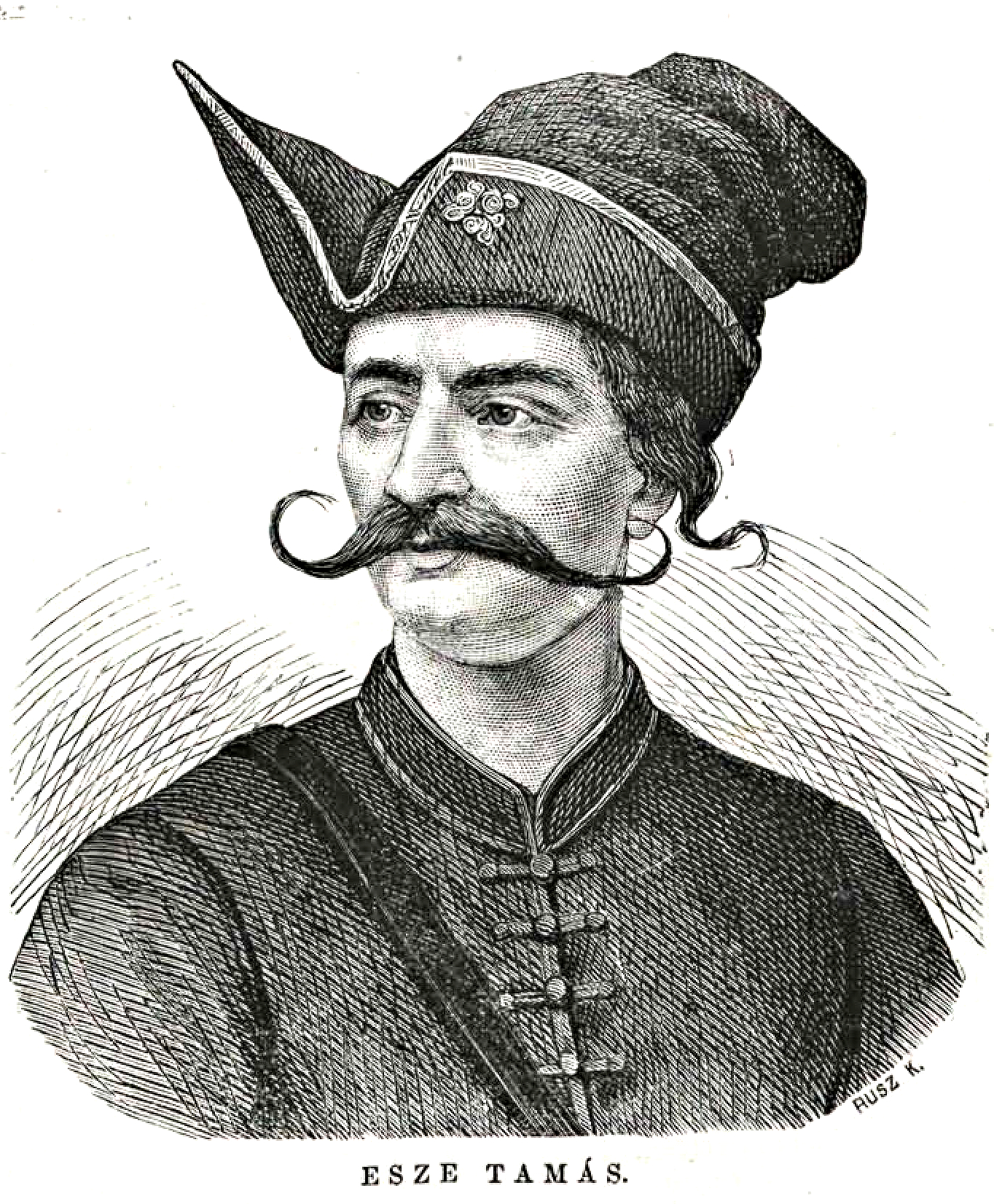
Томаш Есе — ватажок куруців

У 1703–1711 роках закарпатці брали участь у визвольній війні проти Габсбургів. Поштовхом до загального виступу стали події в Березькому комітаті, де незадоволених очолив відважний селянський ватажок, учасник повстання 1697–1698 років Томаш Есе з села Тарпа. Ядро повстанського загону становили селяни з сіл Вари Берегівського району та Тарпи (сучасна Угорщина). До них приєдналися загони з Мукачівщини на чолі з Михайлом Папом із Мукачева та Альбертом Кішем із села Баркасова. Серед керівників повстанців були Дьєрдь Біге із села Бені, Янош Мойш тощо. Повстання швидко охопило сусідні села — Вилок, Бене, Мужієво — і поширилося на Березький, Угочанський, Марамороський та Ужанський комітати. На Рахівщині бойове ядро повстанців складали опришки на чолі з Пинтею, Федором Бойком, Іваном Пискливим. В Ужанському комітаті, на Перечинщині, керівником повстання став Іван Беца. Повстанці громили панські маєтки, державні установи, попівські господарства, вбивали чиновників та збирачів податків, виганяли греко-католицьких священиків…

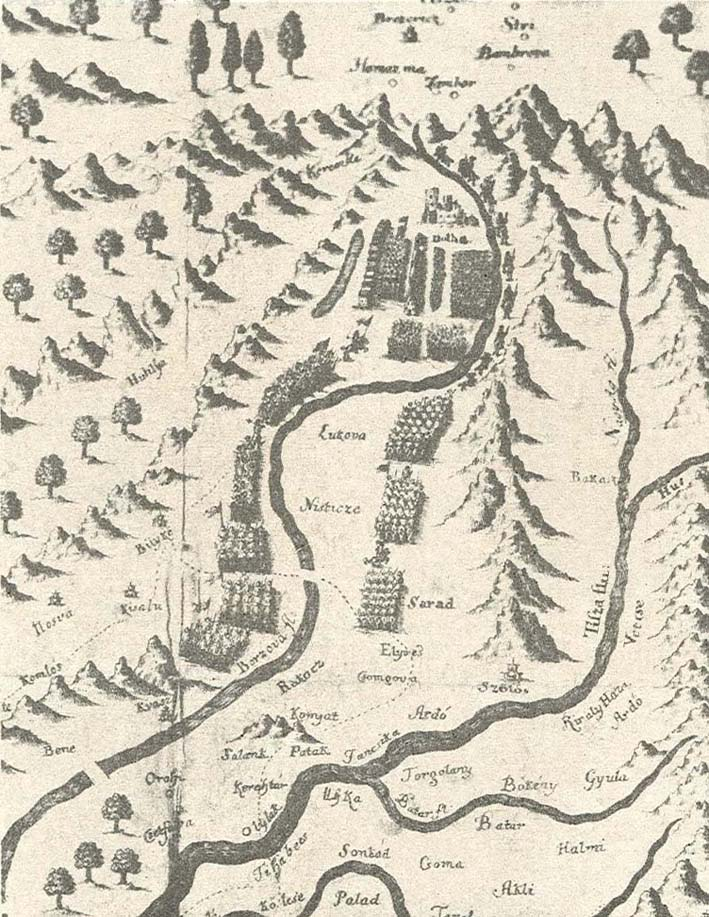
План-схема битви куруців 7 червня 1703 року

21 травня 1703 року червоні прапори — символ волі — були розгорнуті в Тарпі та в сусідньому селі Варах. Це було поштовхом до виступу народних мас. Війна з самого початку мала антифеодальний характер. Повстанці громили феодальні помістя, феодали рятувалися в замках, тікали під захист австрійських військ.
На початку червня 1703 року повстанська армія на чолі з Томашем Есе зібралася біля села Довге, де сподівалася зустріти князя Ференца Ракоці II. Проте 7 червня повстанців тут наздогнало дворянське ополчення на чолі з Шандором Карої. Зненацька, темної ночі, коли повстанці не чекали, озброєні до зубів ополченці напали на їхній табір. Розпочався кривавий бій. Це була перша битва між повстанцями-куруцами та прихильниками австрійського імператора — лабанцями. Жителі села також приєдналися до повстанців на чолі з Томашем Есе. Та сили були нерівними, бо проти регулярної австрійської армії виступило тільки 3 тисячі поганоозброєних куруців — повстанці зазнали поразки. У грандіозній битві загинуло від 150 до 200 куруців, серед яких були і мешканці Довгого.
Довжанська битва, попри невдалий перебіг, стала іскрою, яка запалила полум'я визвольного руху. Після неї князь Ракоці вирішив особисто очолити повстання. В мінімальні терміни Ференцу II Ракоці вдалося створити регулярну армію, засновану на силах селян, що повстали проти своїх панів (практично вся угорська знать відмовилася підтримати Ракоці). 15 червня 1703 року в Лавочному до сил повстанців приєднався трьохтисячний загін Томаша Есе, а незабаром їх сили поповнилися 600 добірними польськими найманцями під командуванням Берчені. До князя приєднувалися значні сили селян, і вже до вересня 1703 вся Угорщина до Дунаю була звільнена від австрійців. На звільнених територіях Ракоці сприяв розвитку економічного життя, особливо ремесла та торгівлі.
До липня 1704 року підтримка слов'янського та румунського населення дозволила борцям за незалежність Угорщини звільнити від габсбурзьких військ всю Трансільванію, а до грудня 1705 — весь Задунайський край. Визвольна війна охопила всю Угорщину. У 1707 році було скинуто Габсбургів з угорського престолу — Угорщина стала незалежною державою.
На братській могилі 50-ти загиблих повстанців у 1903 році на кошти жителів Довгого та прилеглих сіл було споруджено пам'ятник на честь 200-ліття пам'ятної битви — колона, увінчана турулом.

### Період Телекі (1711—1920)

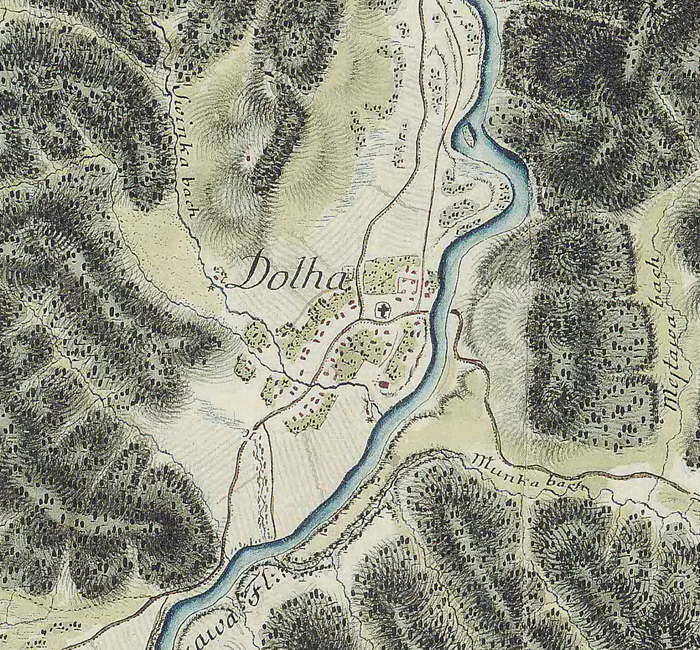
Карта села Довге 1782—1784 років

Після поразки визвольної війни та заключення Сатмарського миру пройшов перерозподіл феодальних володінь. Значна частина володінь противників Габсбургів була конфіскована. Захоплюючи землі повсталих, австрійська влада створювала великі латифундистські землеволодіння і передавала їх новим господарям. Не стали винятком і землі села Довге — у 1711 році за участь у війні на боці Ференца II Ракоці володіння Долгої були конфісковані владою і передані до державної скарбниці. Цього ж року, у знак подяки за активну допомогу в придушенні повстань, імператор Карл III дарує ці землі графу Ласло Телекі — фоішпану комітата Феєр. Основні маєтки нового власника були в Трансільванії і в 1712 році він розпочинає будівництво палацу.
У середині XVIII століття панщину для своїх кріпаків граф Телекі визначив трьома днями на тиждень. Крім того, селяни утримували і випасали графський худобу, відбували гужову повинність, викорчовували чагарники тощо. Майже вся земля на околицях Довгого належала графу. Більшість же селян були малоземельні або безземельні. Ліквідація кріпацтва в результаті революції 1848—1849 років мало вплинула на економічне становище селян. Хоча вони і стали особисто вільними, велика частина землі залишалася власністю Телекі, тому що селянам були передані тільки Урбаріальні землі. Після реформи 1848 року Телекі навіть збільшив свої земельні володіння. Крім того, він отримав з казни грошову компенсацію за втрачені повинності і побори. Основна частина селян була змушена відбувати феодальні повинності за користування лісами та пасовищами, а також платити додаткові податки. З другої половини XIX століття в житті села все більшу роль відігравали капіталістичні відносини.

#### Розвиток промисловості
У другій половині XVIII століття з розкладом феодально-кріпосницької системи в селі стали з'являтися поміщицькі промислові підприємства, що працювали на ринок. З 1751 року в Довгому для продажу почали випалювати вапно, виготовляли покрівельний матеріал. В 1760 році стала діяти переведена з села Лисичово паперова фабрика, на продукції якої філіграні зі словом «Dolha» засвідчуються навіть у 1841. У 1780 році граф Телекі заснував у Довгому ткацьку майстерню, де переробляли коноплю і льон, вирощувані на полях поміщика. В одному з листів граф вимагав від економа, щоб коноплями засівалось більше землі, оскільки це приносить йому високий прибуток.

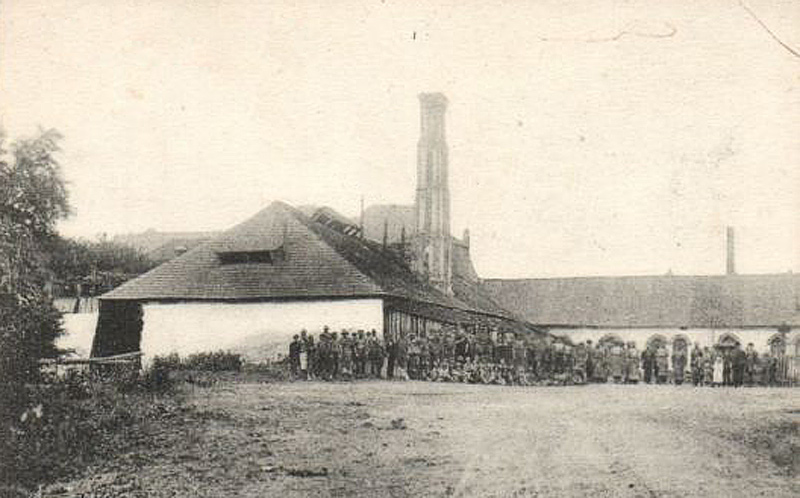
Залізоробний завод «Гамора». 1920-і роки

Важлива роль у становленні традиції Закарпатського художнього литва належить Лисичево-Довжанському металургійному заводу «Гамора». На виробах цього підприємства зберігся логотип «Dolha». Підприємство поділялось на два виробництва. Завод у Довгому був заснований у 1850 році графом Телекі. Згодом граф віддає Довжансько-Лисичівський залізоробний завод в оренду підприємцю Едмунду Пріградні (угор. Prihradny Ödön), що займався цим виробництвом до 1899 року. Після цього аж до 1913 року підприємство орендував будапештський підприємець Дюла Сайбель (угор. Szájbely Gyula). У 1854 році при залізоробному заводі була запущена в експлуатацію доменна піч висотою 28 футів, розрахована на 14 тисяч центнерів металу В 1896 році на заводі було виплавлено 12319 центнерів чавуну на суму 76482 форинтів. Залізну руду для заводу добували в Довгому, Білках, Лисичеві, Великому Раківці та в Хусті. Продукція підприємства — чавунні плити, грубки, дрібний сільськогосподарський інвентар — продавалася не тільки на внутрішньому ринку, але й експортувалася за кордон — до Сербії, Румунії, Угорщини. Про об'єм виробництва Австро-Угорського періоду відомостей не збереглося, однак певну уяву про популярність продукції заводу, зокрема грубок та кухонних плит дає перша сторінка каталогу виробів за 1907 рік. До прикладу, всі безготівкові оплати за поставлену продукцію здійснювались через єдиний банк — «Escompte & Wechselbank» в Будапешті. У другій половині XIX століття на заводі було зайнято 156, а в 1900 році — вже 300 робітників.
Складні технології виробництва на залізоробному заводі потребували кваліфікованих працівників. Щоб вирішити цю проблему для обслуговування заводу були запрошені німецькі фахівці з гірничої справи та металообробки. Їм надавались різні преференції, зокрема безкоштовне житло і земля. Більшість працівників залишилась жити в Довгому навіть після закриття заводу.
Під час Першої світової війни і до 1918 року виробництво було закрите. Після приєднання Закарпаття до Чехословаччини, завод передається товариству «Dovžansko-Lisičevské železárny a lopatárny Josef Melchner a dr. Oldrich Bukovansky». Завод у Довгому був модернізований та почав випускати вироби побутового та промислового литва з чавуна: кухонні плити, посуд, ванни, ємності для прання, литі частини для плугів, шестерні, каналізаційні люки тощо. Проте через економічні труднощі вже у 1927 році підприємство було закрите.

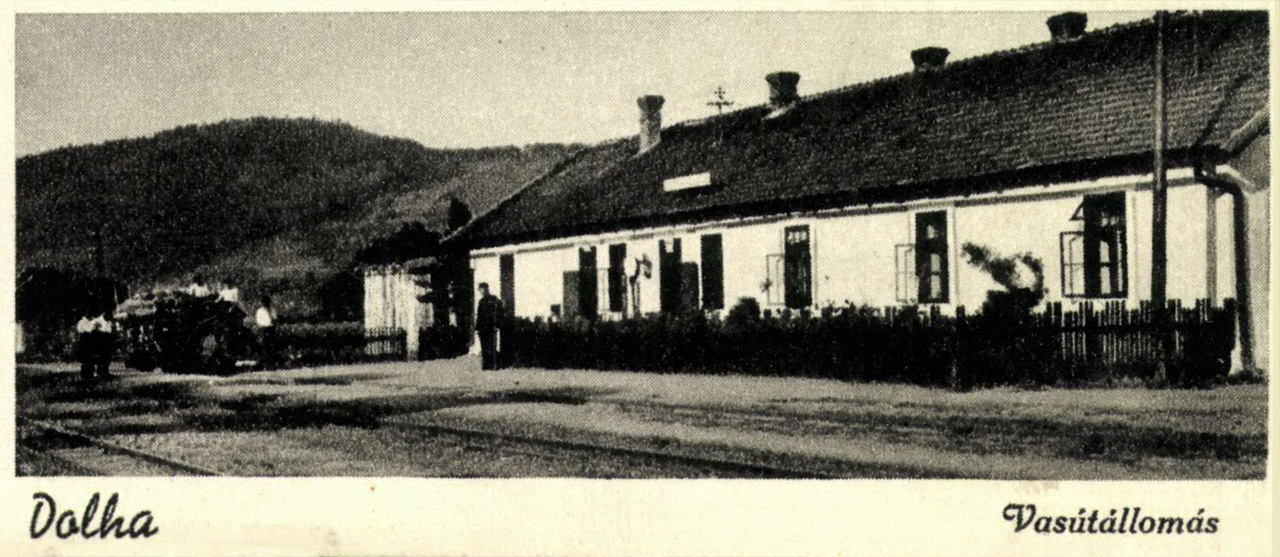
Станція Довге Боржавської Господарської залізниці. 1920-ті роки

Наприкінці XIX століття угорська деревообробна фірма побудувала в Довгому лісопильний завод. У 1908 році на самому підприємстві і лісозаготівлях працювало близько 400 робітників. З 1911 року завод щорічно випускав 10 тисяч вагонів деревини. З метою вивезення продукції фірма клопотала перед урядом Австро-Угорщини про будівництво залізниці Довге—Хуст, але було прийнято рішення про будівництво вузькоколійної залізниці Довге—Берегово. 23 грудня 1908 року залізничну колю на дільниці Берегово—Довге у присутності заступника міністра торгівлі Угорщини було офіційно здано в експлуатацію. В 1912 році Довжанським деревообробним підприємством «Dolhai Faipari Rt.» була споруджена лісова гілка вузькоколійки Довге—Суха—Бронька—Липово—Кук, яка виходила із двору пилорами підприємства. Легендарна «Анця Кушницька», як в народі називали вузькоколійку, пережила дві Світові війни, періоди Австро-Угорщини, Чехословацього Уряду, Радянського Союзу, але не витримала тотального розкрадання та руйнування за часів незалежної України.
Наприкінці XIX століття через село була прокладена шосейна дорога, у будівництві якої брали участь жителі Довгого. Важким було становище робітників залізоробного й лісопильного заводів. Всі трудомісткі роботи виконувалися вручну. Найбільшим підприємством у Довгому був залізоробний завод. Поденна оплата праці на цьому підприємстві у другій половині XIX століття становила для робітника в середньому 50—60 крейцерів (згідно з офіційною статистикою угорської найвища денна оплата становила від 180 до 200 крейцерів). Тривалість робочого дня залежала від адміністрації. Низькі заробітки були і у робочих лісопильного заводу. 24 листопада 1908 року робочі лісопильного заводу оголосили страйк, у якому брало участь 400 чоловік. Страйкарі вимагали підвищити зарплату на 1 крону від кожного кубометра розпиляної деревини. Через 3 дні деревообробне акціонерне товариство змушене було піти на поступки — денну зарплату робітникам підвищили на 50 крейцерів. Тільки після цього страйкарі приступили до роботи.

#### Освіта, культура та релігія
Часті інфекційні захворювання призводили до значної смертності серед жителів Довгого. На весь Довжанський район, який входив до Марамароського комітату, був усього один лікар, який лікував за плату, недоступну для бідного населення. Тільки в 1871 році тут відкрилася церковно-приходська школа (один вчитель навчав дітей грамоти русинською мовою), яка не могла охопити всіх дітей шкільного віку. Так, в 1878 році з 260 дітей, які проживали в селі, її відвідували лише 68. Все ж кількість освічених поступово збільшувалася. Якщо за переписом 1881 читати і писати вміли 231 осіб, то в 1900 році таких було вже 694 людини. І все ж народна освіта знаходилась на низькому рівні. У 1900 році із загальної кількості населення дітей до 15 років налічувалося 1229, а школа була одна. Проводячи в життя колонізаторську політику, уряд Австро-Угорщини запровадив у 1907 році в церковноприходській школі викладання угорською мовою. 1911 споруджено нову греко-католицьку церкву, у якій, крім греко-католиків, молилися й римо-католики. В 1768 році в селі, у маєтку графа Телекі, з'являються перші євреї. Згодом єврейській общині було дозволено побудувати синагогу, будинок общини та було відкрито окремий цвинтар. Близько 1884 року в Довгому була побудована синагога, і першим рабином, який очолював спільноту протягом 60 років (до 1944), був Рав Ашер Зеліг Грунцвіг.

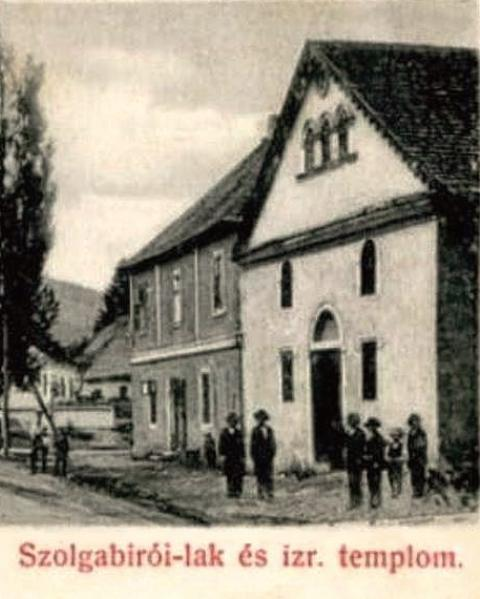
Колишня синагога

### Чехословацький період (1920—1939)
У роки Першої світової війни багато жителів мобілізовано до австро-угорської армії, чимало з них загинуло на східних та італійських фронтах. Восени 1918 року імперія Габсбургів перестає існувати. 21 березня 1919 в Угорщині та на Закарпатті була здійснена соціалістична революція. Наступного дня у Довгому встановлено владу Угорської радянської республіки. 29 квітня 1919 Довге окупували війська боярської Румунії, а влітку того ж року село зайняли чехословацькі окупаційні війська. В 1920 році, як частина Підкарпатської Русі, Довге увійшло до складу Чехословаччини.

У чехословацький період працювали семирічна державна (так звана народна) школа для дітей-русинів, чеська школа, а також державна (народна) господарська школа. Діяли просвітницькі організації «Просвіта» та Товариство імені О.Духновича. На початку 1930-х років адміністративний Довжанський округ було розформовано.

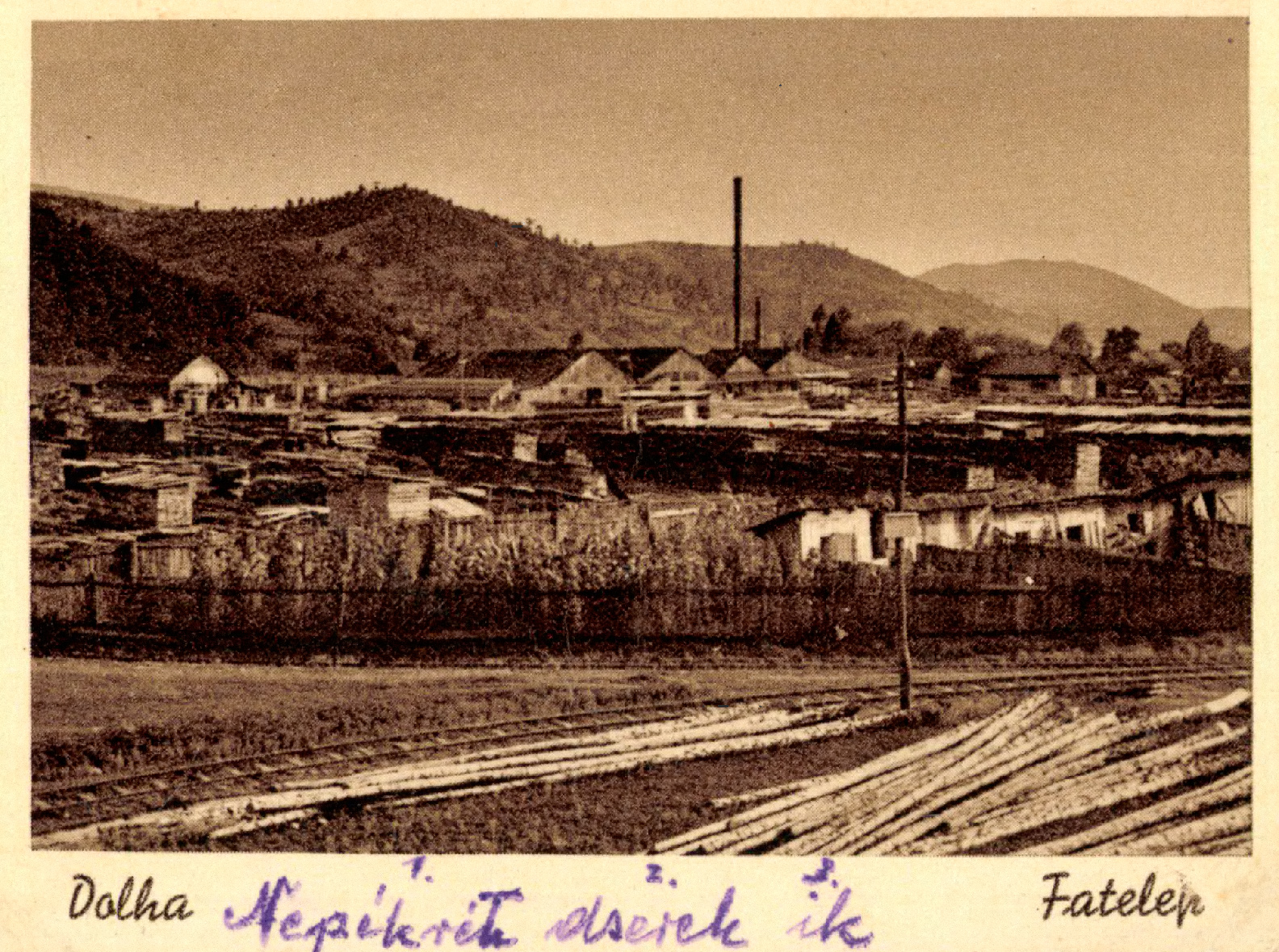
Довжанський лісопильний завод. 1930-ті роки

Внаслідок Мюнхенського договору Чехословаччина почала втрачати території — і уряд Карпатської України був змушений перенести столицю автономії з Ужгорода на неокуповану територію. Розглядалися два населені пункти, які повинні були стати новою столицею — селище Довге та місто Хуст. Василь Ґренджа-Донський у своїй книзі «Щастя і горе Карпатської України» згадує ці події 26 лютого 1939 року:
|  | Може, міністр Ревай і мав правду, коли настоював на тому, щоб за нову столицю не брати Хуст, але Довге. По-перш, що Довге не є так близько границі, по-друге — воно чисто українське село, нема там мадярів і жидів небагато, нема жодних національних меншостей, які роз'їдають кожну державу. Подивіться тільки на вислід виборів: У Довгому 2071 голосів за УНО, а тільки 7 проти, тоді, коли в Хусті за нами голосувало 6208, а вороже поставилось 2122! |

У 1939 році все населення села нараховувало близько 4000 мешканців. Того дня, коли в Хусті було проголошено незалежність Карпатської України, — 15 березня 1939 — Довге окупувало Угорське королівство.

### Період Другої світової війни (1939—1945)
Багато молоді в перші часи окупації втекло до СРСР (дехто з них пізніше вступив у 1-й Чехословацький корпус генерала Людвіка Свободи). Чоловіків і юнаків було мобілізовано до армії на східний фронт. Чимало їх здалися в радянський полон і пізніше вступили до лав 1-го Чехословацького корпусу. На північ від села побудовано військові казарми, або «бар́акы», як їх називали довжани. Згодом це слово стало топонімом.
29 квітня 1944 угорські жандарми змусили все єврейське населення Довгого покинути свої будинки і відправили їх в Берегівське гетто. Невдовзі, 15 травня, всіх мешканців гетто відправили в Освенцім, де 18 травня 1944 року майже всі вони загинули, крім невеликої частини залучених як робітників. 24 жовтня 1944 Довге зайняли військові частини Четвертого Українського фронту Червоної армії.

### Радянський період (1945—1991)
У селі встановлено радянську владу у формі народного комісаріату, після возз'єднання Закарпатської України з УРСР перетвореного на сільраду. 1947 більшість словаків переселилися до Чехословаччини.
1948–1949 організовано колгосп, але більшість селян подалася на лісорозробки та лісозавод, що відновив роботу. 1949 року введено в дію дільничу лікарню та амбулаторію, 1954 — туберкульозний диспансер районного значення та лікарню-санаторій обласного значення для хворих на туберкульоз кісток. З 1946 працює сільська бібліотека. 1945—1946 навчальний рік почався в семирічній школі, яка 1948 переросла в десятирічну середню школу.

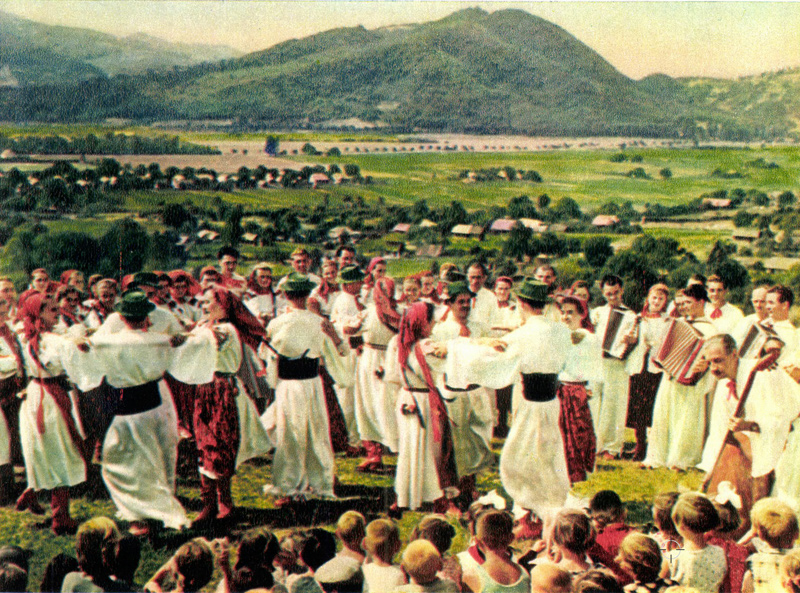
Народний ансамбль пісні та танців «Боржава». 1962 рік

В жовтні 1954 року з ініціативи директора лісокомбінату М. Масниця створений Ансамбль пісні і танцю «Боржава». Керівником ансамблю був музикант Михайло Машкін. Перша зустріч із глядачами відбулася в клубі села Імстичово. Незабаром ансамбль виступив на обласному огляді колективів художньої самодіяльності в Ужгороді, де зайняв перше місце, і йому було надано звання самодіяльного ансамблю пісні і танцю «Боржава». А вже в січні 1956 року як переможця обласного конкурсу колектив запросили на республіканську сцену — на фестиваль молоді. В ті роки ансамбль неодноразово знімався в документальних фільмах, виступав на Львівському телебаченні, чарував глядачів багатьох країн Європи. Майже кожен 7-й працівник лісозаводу стає учасником ансамблю, зростає виконавська майстерність, збагачується репертуар. До мистецтва залучаються цілі сім'ї. Формується танцювальний колектив, яким керували відомі балетмейстери Ю. Мошак, І. Панько. А соліст ансамблю Василь Гичко в 1985 році отримує звання Заслуженого працівника культури України. З перших днів заснування «Боржави» вокальний квартет у складі Софії Якуб, Ганни Пацкан, Йолани Панющик та Марії Фірки 13 разів демонстрував свою майстерність у Москві. Зокрема у Великому Кремлівському палаці, у Колонному залі Будинку спілок. А під час Декади української літератури і мистецтва в Москві восени 1960 року квартет з великим успіхом виконав пісню «Вечір над Боржавою». Свій 10-літній ювілей ансамбль відсвяткував у жовтні 1964 року. Вже тоді до його репертуару ввійшло близько 600 пісень і 50 танців. Поряд із творами радянських композиторів він виконує закарпатські, чеські й румунські народні пісні, танці Закарпаття, народів СРСР і соціалістичних країн. Після смерті М. Машкіна з кінця 1971-го по 1976 рік «Боржавою» керував М. Крученик, із 1977-го й до наших днів — Іван Кертис. Поступово зірка легендарного ансамблю згасла.
1963 року створено «Довжанський машзавод» — спеціалізоване підприємство з випуску машин і агрегатів для будівництва. До складу заводу входили пластмасовий цех зі складальною ділянкою та інструментальний цех. 1995 року ВАТ «Довжанський машзавод» перетворено у ВАТ «Довжанський машинобудівний завод».
1971 року селу Довге надано статус селища міського типу. Відповідно і Довжанська сільська рада стала Довжанською селищною радою.

### Період незалежної України (з 1991)
З часу проголошення незалежності держави в історії Довгого почався новий етап розвитку. 29 листопада 1994 року Закарпатська обласна рада ухвалила селище міського типу Довге віднести до категорії сіл та перейменувала Довжанську селищну ради на Довжанську сільську раду.
Період занепаду, коли не працював лісокомбінат, машинобудівний завод «Тиса», після розпаду колгоспу імені Горького був дуже важким для селян. Більшість людей не працювало, доводилося виїжджати на заробітки. Але поступово ситуація налагоджувалась. Нині у селі Довге є 4 бюджетоутворюючі підприємства — ТОВ «ЕНО-Довге Лтд» (колишній лісокомбінат, власником якого є австрієць Герберт Фінк), ВАТ «Довжанський машинобудівний завод», ДП «Довжанське лісомисливське господарство», Іршавський лісгосп ДКТП «Хрещатик». На цих підприємствах працює понад 500 осіб. Є понад два десятки малих підприємств. На території села працює пошта, відкрито філії кількох банків, працює страхова компанія «Оранта», діє близько 50 торгових точок.
1996 року розпочалася газифікація села. До 1998 року село повністю газифіковано. За роки незалежності у селі збудовано два нові храми, реконструйовано Будинок культури та пансіонат «Факел» (тепер санаторій «Боржава»).
2000 року в Довгому відкрито територіальний центр СОПОНГ (соціальне обслуговування пенсіонерів та одиноких громадян) на 10 ліжок, де одиноким людям надають медичну та соціальну допомогу. Станом на 2014 рік в цьому закладі на державному утриманні перебуває 6 одиноких людей.

## Населення

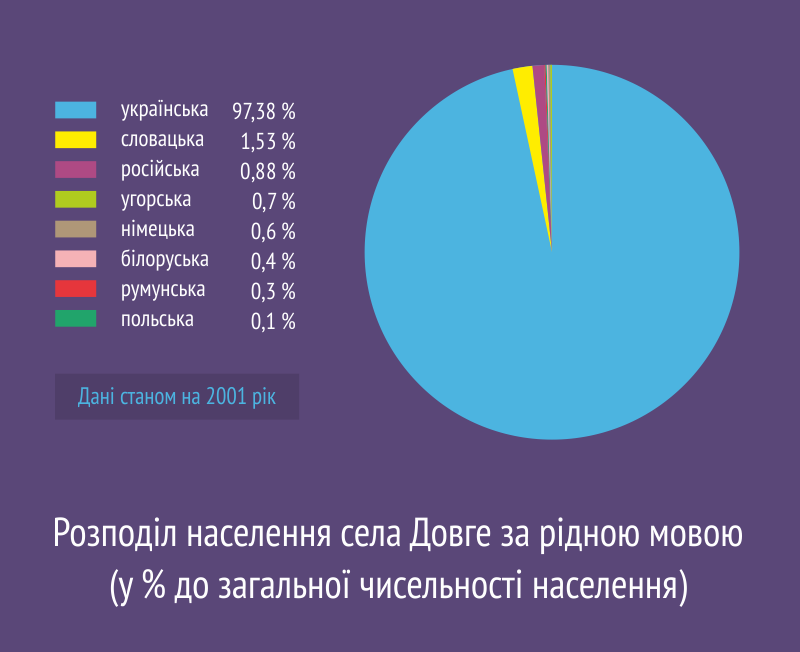
Розподіл населення за рідною мовою

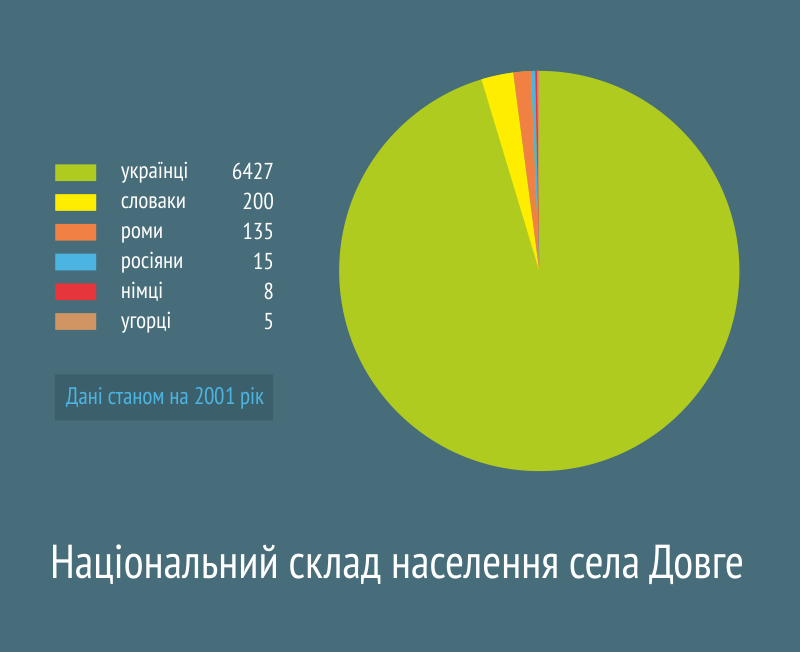
Національний склад населення села Довге

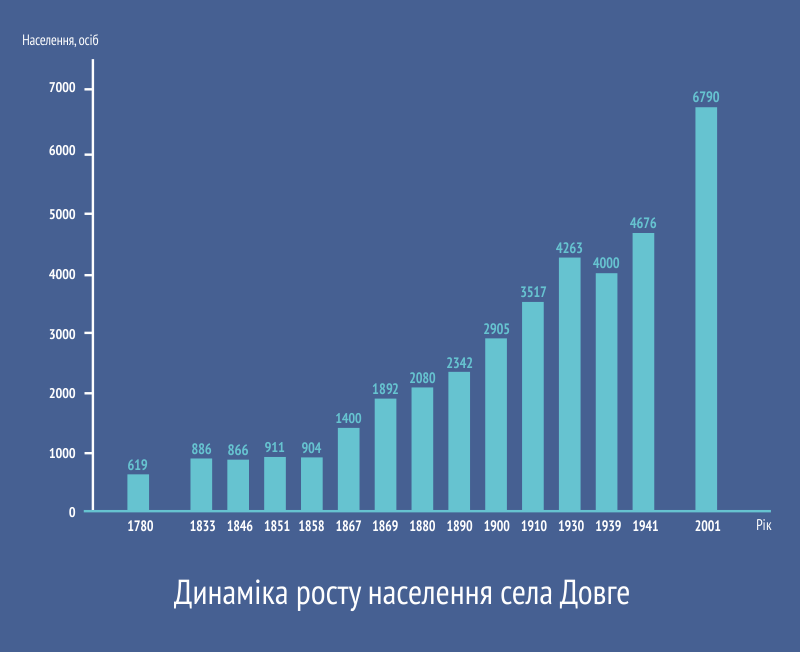
Динаміка росту населення села Довге

Станом на сьогодні в селі Довге проживає близько 7 тисяч осіб. За переписом населення України 2001 року в селі мешкали 6794 особи. Найпоширеніші прізвища — Боднар, Кукла, Ловґа, Трикур, Керечанин, Ковач, Саварин, Дутка, Сенинець.
Кількість населення за даними переписів різних років:
- 1780 рік — 619 мешканців[60]
- 1833 рік — 886 мешканців[61]
- 1846 рік — 866 мешканців[62]
- 1851 рік — 911 мешканців[63]
- 1858 рік — 904 мешканців[64][65]
- 1867 рік — 1400 мешканців[66]
- 1869 рік — 1892 мешканців[67]
- 1877 рік — 2080 мешканців[67][68]
- 1890 рік — 2342 мешканців[67][69]
- 1900 рік — 2905 мешканців[67]
- 1910 рік — 3517 мешканців[70]
- 1930 рік — 4263 мешканців, з них 2911 русинів (українців), 652 словаків, 509 євреїв, 64 угорці[71].
- 1939 рік — 4000 мешканців
- 1941 рік — 4676 мешканців, з них 3405 русинів (українців), 397 словаків, 519 євреїв, 272 угорців, 80 німців[72][73]
- 2001 рік — 6790 мешканців

### Мова
Розподіл населення за рідною мовою за даними перепису 2001 року:
| Мова       | Відсоток |
| ---------- | -------- |
| українська | 97,26 %  |
| словацька  | 1,53 %   |
| російська  | 0,88 %   |
| угорська   | 0,07 %   |
| німецька   | 0,06 %   |
| білоруська | 0,04 %   |
| румунська  | 0,03 %   |
| польська   | 0,01 %   |

### Етнічні меншини

#### Словацька громада
Довге є місцем проживання компактної словацької громади. Словаки сповідують католицизм, мають свою єдину в Іршавському районі римо-католицьку парафію та храм Зіслання Святого Духа. Всі парохи храму є місіонерами зі Словаччини. Загалом римо-католицька парафія в Довгому налічує близько 600 вірників.

#### Німецька громада
В селі є залишки громади етнічних німців, які внаслідок асиміляційних процесів поступово втрачають самоідентифікацію. Про чисельність представників цієї громади можна зробити висновок за значною кількістю поширених у Довгому прізвищ німецького походження — Шварц (Schwarz), Юнгвірт (Jungwirth), Юмбавер (Jungbauer), Реслер (Rössler), Гільперт (Hilpert), Шнельцер (Schneltzer) тощо. Німецькі переселенці з'явились в Довгому в середині XIX століття після заснування залізоробного заводу. Оскільки складні технології виробництва потребували кваліфікованих працівників, для обслуговування заводу були запрошені німецькі фахівці з гірничої справи та металообробки, яким надавались різні преференції. Більшість працівників залишилась жити в Довгому навіть після закриття заводу.

#### Ромська громада
У селі є понад сотня ромів, які компактно проживають в урочищі Бузковець.

#### Громада романомовних циган (волохів)
У Довгому з кінця XIX століття проживає невелика компактна група циган румунського походження, так званих лінгурарів (рум. lingura — ложка) або циган-ложкарів, які сповідують християнство східного обряду. Самоназва довжанських лінгурарів — «волохи», а довжани вживають назву «токар́і», рідше — «білі цигани». Як і сто років тому, зараз довжанські волохи займаються виробництвом дерев'яних корит, ночов, ложок. В обробці дерева за допомогою простих інструментів вони досягли надзвичайної майстерності. Найчастіше серед довжанських волохів зустрічаються прізвища Олаг (угор. olah — румун) та Сас (угор. szász — сакс, трансільванський саксонець). Ця етнічна група компактно проживає в районі села, що має назву Чищаник. В середовищі волохів Довгого спостерігаються сильні процеси асиміляції та деградація в плані етноідентичності. Циганська мова ними втрачена — між собою спілкуються на архаїчному діалекті румунської. Також ця етнічна група не ідентифікує себе, як роми чи цигани та не контактує з місцевою ромською громадою. Під час перепису населення зафіксовані як «українці».

#### Єврейська громада
Раніше в Довгому була велика єврейська громада. Перші євреї оселилися в селі у 1768 році. Єврейській общині було дозволено побудувати синагогу, ритуальну лазню (мікву) та відкрити окремий цвинтар. У 1884 році рабином був обраний Зеліг Ашер Грюнцвіґ (Grünzweig Asher Zelig), який організував в селі єшиву. В Довгому також були хедер та талмуд-тора. В селі функціонували різні соціальні та благодійні єврейські організації, зокрема Херва Кадіша («святе товариство» або погрібальне братство), читацький клуб, де вивчали раввинські тексти, а також представництво молодіжної сіоністської організації «Бетар». 16 березня 1939 року угорські війська зайняли Підкарпатську Русь, а згодом становище євреїв погіршилось. У 1941 році під час перепису населення в Довгому виявлено 531 євреїв із загальної кількості 4676 мешканців. У липні 1941 року п'ять сімей було депортовано в місто Кам'янець-Подільський, де вони і загинули. Перший етап геттоїзації розпочався 16 квітня 1944 року, коли єврейську громаду було зібрано в місцевій релігійній школі. Але в результаті підкупу влади єврейською общиною, у селі оголосили карантин і депортація була відкладена на 2 тижні. 29 квітня єврейське населення Довгого було доставлено в Берегівське гетто, розміщене на території цегляного заводу. Їх майно було конфісковане, а 15 травня людей потягами відправили у Аушвіц. Багато євреїв загинуло в дорозі. Через 3 дні вони прибули в табір смерті, де більшість потрапила прямо в газові камери. Кількість людей, що пережили Голокост, становила близько 90 осіб. За радянських часів практично всі довжанські євреї емігрували в Ізраїль. В селі залишився великий єврейський цвинтар зі старовинними кам'яними надгробками.

## Політика
Довжанський сільський голова — Симканич Віктор Михайлович, позапартійний.
Інтереси громади в Довжанській сільській раді представляють 26 депутатів.
На виборах у селі Довге функціонують три окремі виборчі дільниці — в приміщеннях Довжанської ЗОШ І-ІІ ступенів, Будинку культури та лекційного залу коледжу «Бакалавр». Результати виборів:
- Парламентські вибори 2002: зареєстровано 4288 виборців, явка 70,43 %, найбільше голосів віддано за Соціал-демократичну партію України (об'єднана) — 31,44 %, за Блок Віктора Ющенка «Наша Україна» — 23,83 %, за Блок «За єдину Україну!» — 9,53 %. В одномандатному окрузі найбільше голосів отримав Дурдинець Василь Васильович (самовисування) — 51,03 %, за Бобика Степана Степановича (самовисування) — 17,22 %, за Кеменяша Олександра Михайловича (самовисування) — 6,06 %[82].
- Вибори Президента України 2004 (третій тур): загалом в трьох дільницях (№ 65, 66, 67) зареєстровано 4935 виборців (1703, 1683 та 1549 відповідно), явка 70,6 % (67,93 %, 73,73 % та 70,23 % відповідно), з них за Віктора Ющенка — 64,02 %(64,9 %, 65,59 % та 61,58 % відповідно) за Віктора Януковича — 31,65 % (30,5 %, 30,45 % та 34,0 % відповідно)[83].
- Парламентські вибори 2006: загалом в трьох дільницях (№ 128, 129, 130) зареєстровано 4941 виборців (1710, 1664 та 1567 відповідно), явка 59,71 % (57,19 %, 64,78 % та 57,17 % відповідно), найбільше голосів віддано за блок «Наша Україна» — 28,34 %, (27,8 %, 30,33 % та 26,89 % відповідно), за Український народний блок Костенка і Плюща — 2,84 % (3,88 %, 1,76 % та 2,9 % відповідно)[84].
- Вибори Президента України 2014: загалом в трьох дільницях (№ 210178, 210179, 210180) зареєстровано 5249 виборців (1767, 1717 та 1765 відповідно), явка 59,71 % (44,87 %, 51,01 % та 45,94 % відповідно), з них за Петра Порошенка — 75,8 %, за Юлію Тимошенко — 8,26 %, за Олега Ляшка — 4,27 %[85].

| Вибори Президента України 2014, зведені результати голосування з трьох дільниць села Довге | Вибори Президента України 2014, зведені результати голосування з трьох дільниць села Довге | Вибори Президента України 2014, зведені результати голосування з трьох дільниць села Довге | Вибори Президента України 2014, зведені результати голосування з трьох дільниць села Довге | Вибори Президента України 2014, зведені результати голосування з трьох дільниць села Довге |
| ------------------------------------------------------------------------------------------ | ------------------------------------------------------------------------------------------ | ------------------------------------------------------------------------------------------ | ------------------------------------------------------------------------------------------ | ------------------------------------------------------------------------------------------ |
|                                                                                            |                                                                                            |                                                                                            |                                                                                            | віддано голосів                                                                            |
| Петро Порошенко                                                                            | Петро Порошенко                                                                            |                                                                                            | 1880                                                                                       | 1880                                                                                       |
| Юлія Тимошенко                                                                             | Юлія Тимошенко                                                                             |                                                                                            | 205                                                                                        | 205                                                                                        |
| Олег Ляшко                                                                                 | Олег Ляшко                                                                                 |                                                                                            | 106                                                                                        | 106                                                                                        |
| Сергій Тігіпко                                                                             | Сергій Тігіпко                                                                             |                                                                                            | 73                                                                                         | 73                                                                                         |
| Анатолій Гриценко                                                                          | Анатолій Гриценко                                                                          |                                                                                            | 40                                                                                         | 40                                                                                         |
| Олег Тягнибок                                                                              | Олег Тягнибок                                                                              |                                                                                            | 33                                                                                         | 33                                                                                         |

## Економіка

### Промисловість
- Деревообробне підприємство ТОВ «ЕНО-Довге Лтд» (колишній лісокомбінат)
- ВАТ «Довжанський машинобудівний завод»
- ДП «Довжанське лісомисливське господарство»
- ДП "СЛАП"Іршаваагроліс"

### Торгівля та побутове обслуговування
Щосуботи на території футбольного стадіону працює речовий ринок.

### Пошта, зв'язок, банківська сфера
У селі є відділення Нової пошти та Укрпошти. Працює телефонний зв'язок — в селі налічується понад тисячу абонентів. 2005 року проведено мережу кабельного телебачення. Мобільний зв'язок представлено операторами МТС і Київстар. Більшість мешканців села є активними користувачами мережі Інтернет.
В Довгому діють два банківських відділення  — ПАТ «Ощадбанк» та ПАТ КБ «ПриватБанк».

### Транспорт
Довге має автомобільне сполучення з райцентрами Іршава, Свалява та Хуст. Через село проходить автомобільні шляхи регіонального значення — Свалява-Довге-Хуст Т 0712 та Виноградів-Довге Т 0719.
На території села розташована залізнична станція Довге Боржавської вузькоколійної залізниці.

## Соціальна інфраструктура

### Медицина
У Довгому є низка медичних закладів на 180 ліжок, у яких працює 19 лікарів та понад 100 працівників середнього медперсоналу. На території села діє 5 аптек.
Медичні заклади:
- Довжанська дільнична лікарня загальної практики-сімейної медицини.
- Відділення швидкої медичної допомоги.
- Протитуберкульозне відділення Іршавської ЦРЛ (протитуберкульозний диспансер).
- Відділення № 7 обласного клінічного територіально-медичного об'єднання «Фтизіатрія» (санаторій «Довге»).
- Санаторій «Боржава» (колишній санаторій «Факел»).
- Територіальний центр СОПОНГ (соціальне обслуговування пенсіонерів та одиноких громадян) на 10 ліжок.

### Освіта
Нині в Довгому працюють одинадцятирічна та девятирічна школи і два дошкільні навчальні заклади. Свого часу в загальноосвітній школі працювала дочка Івана Франка. Тепер у школі навчається 734 учні, працюють 82 вчителів, зокрема, 39 освітян мають вищу категорію.
1993 року відкрито приватний Довжанський вищий економічний коледж «Бакалавр» імені В. Якуба. Це був єдиний в Україні вищий навчальний заклад у сільській місцевості. 2014 року коледж розформовано.
Також у Довгому функціонує школа мистецтв.

## Культура, дозвілля і спорт

### Спорт

#### Футбол
Футбольний клуб «Боржава» — триразовий чемпіон області, найтитулованіша команда Іршавського району. Футбольну команду під назвою «Авангард» засновано в 1950 році. В 1958 році команда стала чемпіоном Закарпатської області. В 1990-х роках команда грала під назвою «Аваль». В 1992 та 1994 роках — чемпіон Закарпатської області. У 2000-х роках команду перейменовано на ФК «Боржава».

#### Східні єдиноборства
В Довгому з 2000 року діє спортивний клуб східних єдиноборств «Тхеан». Клуб входить до складу Закарпатської обласної федерації Шотокан карате-до. У 2012 році спортсмени клубу зайняли 3-є загальнокомандне місце на чемпіонаті Закарпатської області.
Тренажерний зал
В 2023 році почав свою роботу тренажерний зал «Iron Viking», який став місцем для тренувань спортсменів та простих людей які ведуть здоровий спосіб життя. Також на базі тренажерного залу працює секція з армреслінгу, а також є команда з армреслінгу яка називається «Залізні вікінги».

### Дозвілля

#### Відзначення битви куруців
7 червня традиційно вшановується пам'ять загиблих куруців із літургією та покладанням квітів до монумента.

#### Фестиваль «Довжанська фіра»
9 червня 2013 року започатковано фестиваль «Довжанська фіра», у програмі якого є майстер-класи з верхової їзди, запрягання коней, різноманітні кінні конкурси та змагання, а також народні гуляння.

#### Пісенний фестиваль імені Михайла Машкіна
1994 року започатковано пісенний фестиваль імені Михайла Машкіна, який рішенням Міністерства культури і мистецтв України з 2000 року отримав статус Всеукраїнського.

## Архітектура, пам'ятки і пам'ятники

### Палац Телекі (1712—1798)

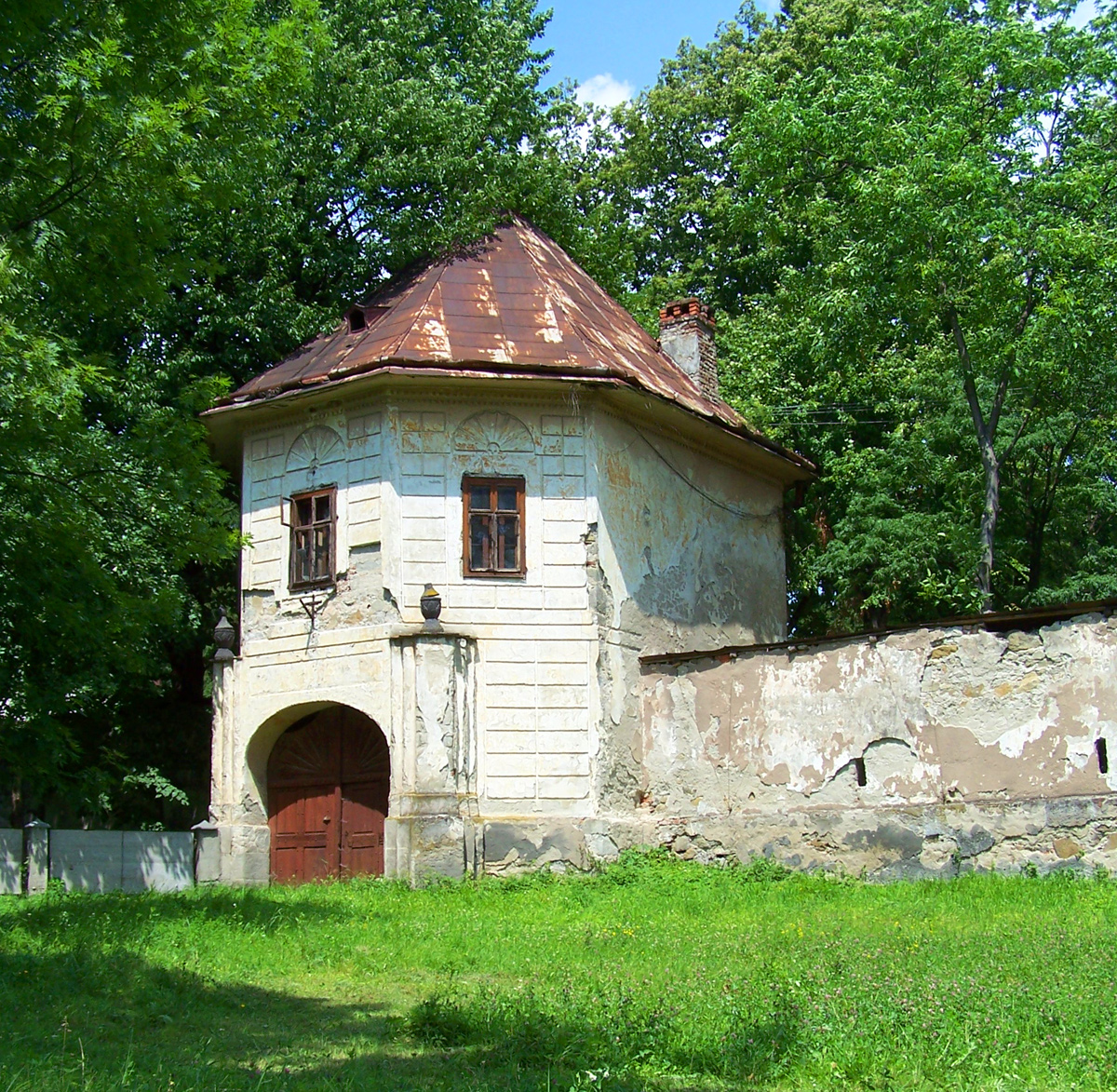
Палац-фортеця Телекі

Пам'ятка архітектури національного значення. Архітектурний комплекс палацу-фортеці створювався протягом кількох десятиліть. Житлові приміщення палацу в стилі бароко були побудовані у 1712–1722-х роках. Будівля палацу має план правильного прямокутника, і примикає до північно-західної захисної стіни. Основний корпус одноповерховий, садибного типу, прямокутний в плані, перекритий чотирисхилим дахом з заломом. Головний фасад прикрашено ризалітом і пілястрами, великі прямокутні вікна обрамлені лиштвою. Під палацом збереглися залишки давнішої споруди — можливо, шляхетського будинку XV століття. В середині XVIII століття садибу оточили міцні фортечні мури з наріжними восьмикутними баштами, що утворюють квадрат 65×65 м. Згодом було зведено оборонну стіну з бійницями, а також господарську будівлю, яка приєднується до північно-східної оборонної стіни. В 1774 році було закінчено будівництво в'їзної вежі з шатроподібною маківкою. Найбільший інтерес ця ж башта викликає ще й тим, що прямо над нею зберігся викарбуваний під час будівництва замку герб самого села, який також містився у гербівнику міст і містечок Угорщини 1880 року. Оскільки навколо села завжди росли багаті дичиною ліси, і європейська королівська знать полюбляла навідуватися сюди на полювання — за межами фортеці були побудовані конюшні, де гості палацу залишали своїх коней на нічліг. Сучасного вигляду палац набув у 1798 році, коли були завершені всі будівельні роботи.
На подвір'ї зберігся невеликий парк, де можна побачити липу, якій близько 650 років, що має обхват 6 метрів, а висоту — 25 метрів. (Див. також Пам'ятка природи «Липи вікові»).
Довжанський палац-фортеця є єдиним у Європі зразком сільської садибної архітектури середньовіччя, але, на жаль, нині комплекс перебуває в жалюгідному стані, а на його території з 1954 року діє туберкульозна лікарня.

### Будівля школи (1909)

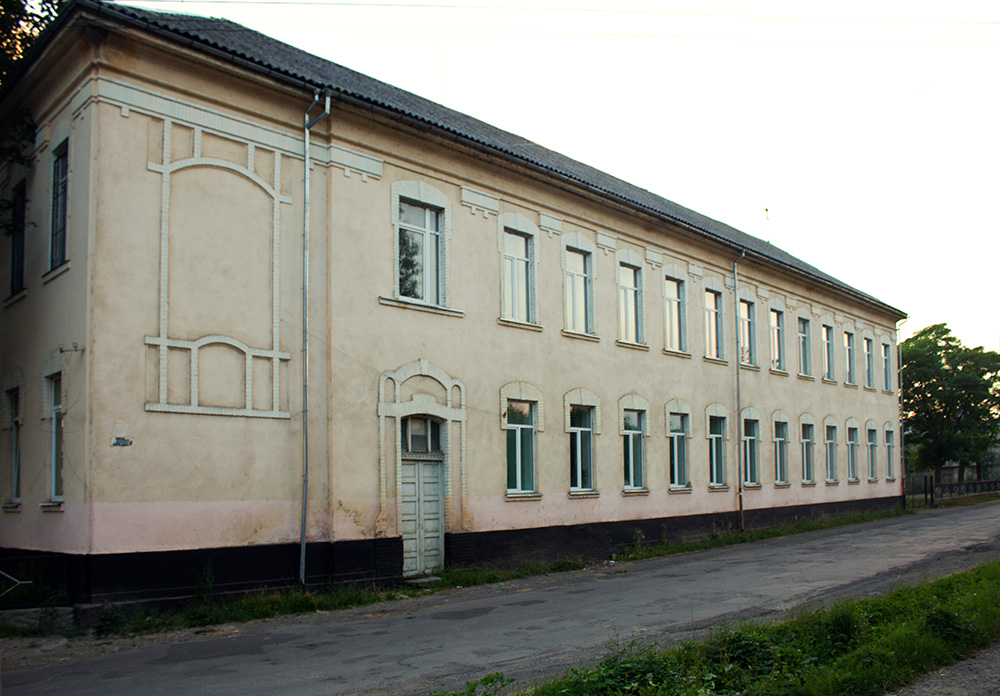
Будівля школи

Ініціаторами будівництва школи виступили о. Андрій Дем'янович та о. М. Медве, які неодноразово зверталися до представників влади про відкриття школи та церкви в селі Довге. За їх наполегливості в 1909 році одночасно почалося спорудження греко-католицької церкви та церковно-приходської школи. У 1911 році двоповерхова будівля — школа — зустріла своїх перших вихованців.

### Реформаторський парафіяльний будинок (1903)

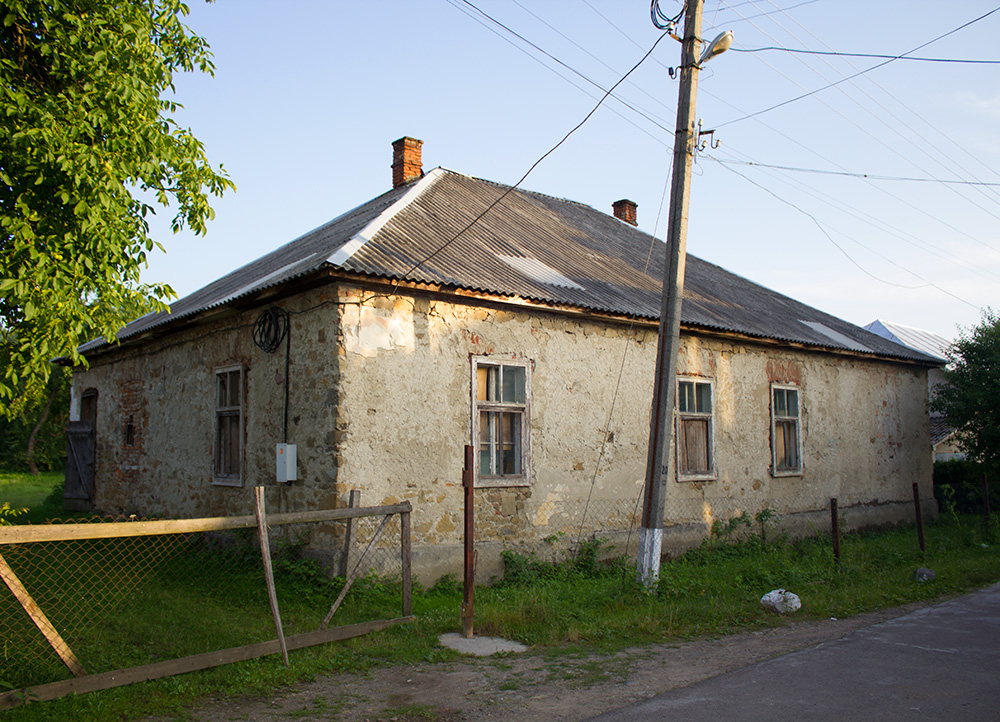
Реформаторський парафіяльний будинок

Один з найстаріших кам'яних будинків села Довге. У 1903 році сім'я графа Телекі жертвує 1000 крон на будівельні матеріали для парафіяльного будинку реформаторської церкви. Загальний кошторис робіт склав 3600 крон. Будинок одноповерховий, кам'яний. Перекриття балкове. Віконні перекриття аркового типу, з цегли.

### Пам'ятник куруцам (1903)

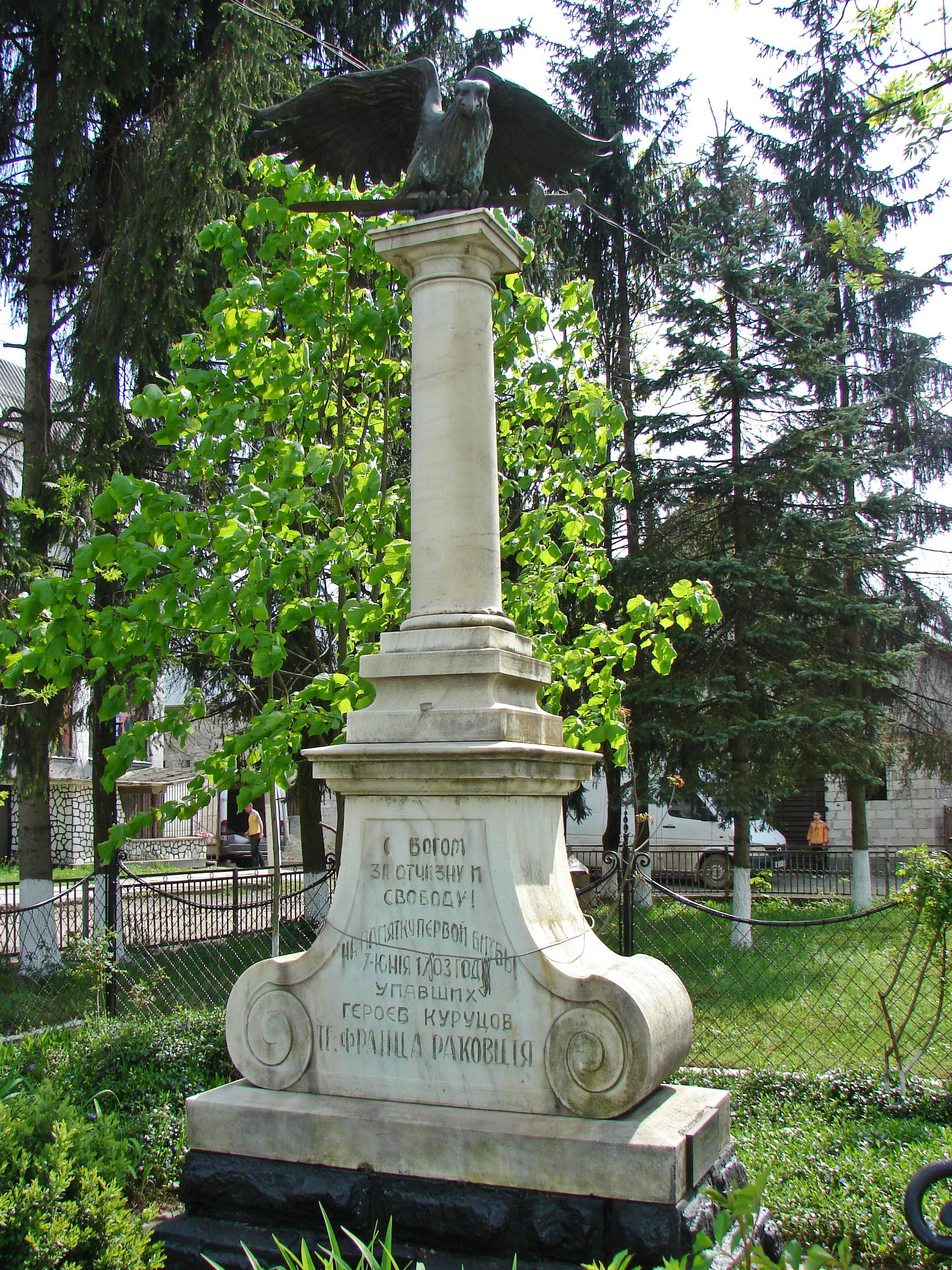
Пам'ятник загиблим куруцам у битві 7 червня 1703 року

На братській могилі загиблих повстанців у 1903 року на кошти жителів Довгого та прилеглих сіл було споруджено пам'ятник на честь 200-ліття пам'ятної битви. На ступінчастій гранітній основі підноситься розвинений п'єдестал з білого мармуру, обрамлений з боків волютами й увінчаний колоною доричного ордеру. Колона, увінчана бронзовим турулом. Висота пам'ятника 3 метри.
На лицьовій поверхні п'єдесталу висічені тексти:

«С Богом за Отчизну и Свободу!

На памятку первой битвы 7 юнія 1703 года

упавших героев куруцов II. Франца Раковція»
Напис на зворотньому боці монументу :

«Пролю Кров за Отця, за Матер

Погибну я еще днесь за мнъ заручену невесту

Помру я еще днесь За свою дорогу Отчизну»
Після Тріанону у квітні 1923 року пам'ятник було пошкоджено невідомими злочинцями — зник бронзовий турул, який височів на його вершині. На 300-ту річницю повстання нащадки роду Долгаї з Угорщини відлили нову скульптуру турула, який був установлений на п'єдесталі. Автор відновленої скульптури — Петро Матл.

### Сакральна архітектура

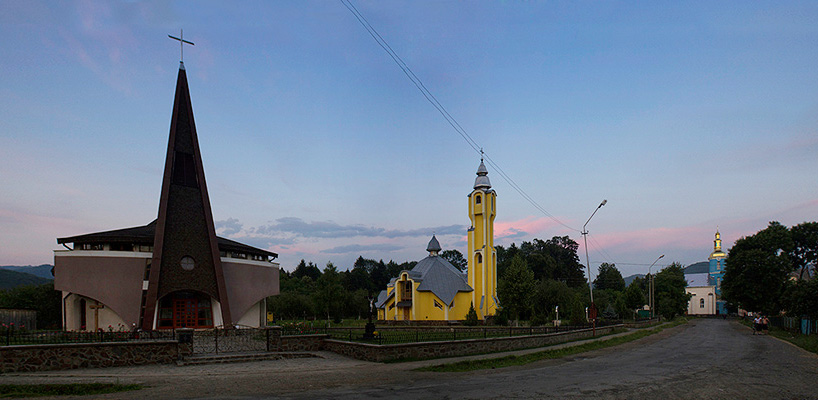
Довжанські церкви

#### Православний храм Успіння Пресвятої Богородиці (1909)
Однією з архітектурних пам'яток, є церква Успіння Пресвятої Богородиці, будівництво якої розпочалося у 1909 році і завершили у 1911. Колись це була греко-католицька церква, але у 1949 році влада передала її православним. Іконостас повний. Ікони-образи виконані невідомим художником. Вівтар з візантійським балдахіном, кивотом та боковим вівтарем-жертовником — теж початок XX століття. На стінах церкви частково збережені старі і намальовані нові фрески-розписи, виконані у 1970-1980-х роках о. Іваном Андрішком, художником-дияконом з Приборжавського. Збереглася і стара Хресна дорога та бокові вівтарі у човні церкви. На турні-вежі знаходяться 4 дзвони. Два з них подаровані сім'єю Ковачів. На ньому надпис: «Во славу Божію даровали Ковач Михаіл и єго супруга Анна. Гудом 1922». Третій вилитий у Будапешті Анталом, а четвертий подарований церкві у 1920 році Матвієм Ковальом («Дзвін Матвіїв»). Люди кажуть, що то великий дзвін з реформатської церкви, бо великий у 1943 році забрали на військові потреби. Перед входом стоять два бетонні хрести з Розп'яттям. Один встановила сім'я Фірки Юрія «В пам'ять героїв впавшіх в світовій войні 1914–1918» (напис латинкою). Другий хрест такий же, але напис на ньому замальовано. Він був установлений в пам'ять жертвам Другої світової війни.

#### Греко-католицький храм св. Іллі
На початку 1990-х років греко-католицька громада хотіла повернути собі будівлю церкви, однак наткнулися на супротив уже численної православної громади. Керівництво Довгого разом із церковними громадами почали вирішувати проблему. Спочатку йшлося про почергове служіння, однак останньої миті православні вирішили не пускати греко-католиків до церкви. Постало питання про будівництво нового греко-католицького храму. Сільська рада виділила під споруду земельну ділянку, а кошти збирали по всій області і за допомогою сільської влади, спонсорів, закордонних місій та фондів. Новий храм було відкрито у 2002 році, а освячено у 2003.

#### Римо-католицький храм Зіслання Святого Духа (старий)

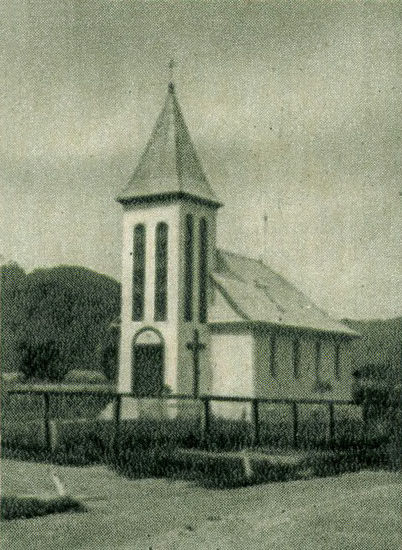
Римо-католицький храм. 1940-і роки

У 1942 році, зусиллями практично цілого села, у Довгому був побудований невеличкий римо-католицький храм Зіслання Святого Духа. Богослужіння проводилися латиною, Святу Месу супроводжували співи угорською або словацькою мовами. Біля святині стояв парафіяльний будинок, де проживав священик.
У 1944 році влада на Закарпатті перейшла до комуністів. Багато угорців і словаків виїхало на батьківщину. 1949 року почалася насильницька пропаганда православ'я, комуністична влада мала на меті підкорити, а потім і знищити Католицьку Церкву не лише в Довгому, а і на цілому Закарпатті. І все ж 1949 року радянська влада закрила римо-католицький та греко-католицький храми, священиків забрали в концтабори. Почався період переслідувань. Хоча пізніше, в 1950-х роках римо-католицьким священикам дозволяли служити, у той же час греко-католики були в підпіллі. Душпастирів бракувало, і парафію в Довгому обслуговували священики з інших районів, які вже мали багато парафій. Наприкінці 1980-х років Довжанську парафію, як і багато інших, обслуговував о. Петро Жарковський, який щонеділі приїжджав на Службу Божу. Богослужіння проводилося словацькою мовою. З падінням комуністичного тоталітаризму в незалежній Україні ситуація покращилася. Від 1991 року в Довгому працювали отці-місіонери св. Вікентія де Поль зі Словаччини. Отці також опікувалися парафією в Глибокому (близько 90 км від Довгого). Тоді ж в довжанській парафії почало діяти Згромадження Дочок Християнської Любові св. Вікентія де Поль. Сестри приїхали в Довге зі Словаччини. Адміністратором парафії призначили о. Ігнаца Маткульчіка. Парафія розвивалася, і вірних прибувало. В невеликому храмі в Довгому на недільній Месі вже не могли розміститись всі охочі — назрівала необхідність будівництва нового храму.

#### Римо-католицький храм Зіслання Святого Духа (новий)
У 1994 році настоятель римо-католицької церкви о. Міхал Шанта розпочав будівництво нового, більшого храму. 17 жовтня 1999 року єпископ Антал Майнек освятив новозбудовану довжанську святиню. Архітектура будівлі — сучасна, з елементами модерну. Від 2000 року до 2001 тут служив о. Антон Семан, йому на зміну прийшов єзуїт о. Вінцент Петрік. В серпні 2002 року парафією почав опікуватися о. Адріан Коваль з Кошицької архідієцезії (Словаччина), який і нині є довжанським парохом. Восени 2007 року в Довгому вперше відбулися Святі Місії (реколекції), що провели місіонери св. Вікентія де Поль зі Словаччини. В парафії діє молодіжний християнський рух «Марійна молодь», яким опікуються сестри. Від 2008 року тут також існує «Асоціація Чудотворного Медальйона», до якої вже належить близько сотні вірних. З Довгого вийшло 5 сестер-монахинь різних орденів та два отці-місіонери св. Вікентія де Поль. Загалом парафія Зіслання Святого Духа в Довгому налічує коло 600 вірних.

#### Реформаторська церква (XV століття)

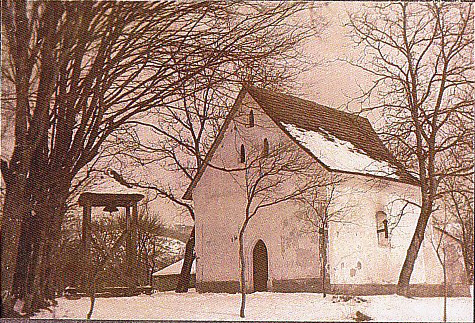
Реформаторська церква. 1920-ті роки

У XV столітті на території Довжанського замку Амбруш Долгої будує каплицю в готичному стилі. Відомо, що Амбруш Долгої був судовим капеланом. В 1471 та 1514 роках каплиця разом із замком зазнала руйнувань. Деякі джерела стверджують, що каплиця була родовим склепом, у якому поховані останні представники династії Долгої. Про це свідчать знайдені людські останки та труна в напівзруйнованій крипті. Поруч з каплицею було знайдено могилу розміром 6×2 метрів з великою кількістю кісток. У XVIII столітті кам'яну каплицю було перебудовано в кальвіністську кірху. Вже 1728 року згадується існування реформаторського приходу в Довгому.
21 травня 1917 року в костел влучила блискавка і він частково постраждав від вогню. У 1938 році церква зазнала чергової перебудови, а в 1965 році була розібраний. Залишки кам'яної кладки мешканці села використовували для своїх потреб, активно руйнуючи унікальну архітектурну та історичну пам'ятку XV століття.
Церква була побудована з каменю на вапняному розчині, зовні і зсередини тинькована та побілена. У плані пам'ятка являла собою однонефну базиліку з п'ятигранним хором. Перекрита двосхилим шинґловим дахом крутого нахилу. Вхідний портал церкви був кам'яний, стрілчастий. Над вхідними дверима церкви було рельєфне різьблення. Під храмом знаходилась невелика крипта. Поруч з будівлею розташовувалась невелика дерев'яна дзвіниця, а також кам'яний погріб з купольним перекриттям товщиною 110 см, який зберігся до наших днів. Від каплиці залишилась тільки крипта, засипана будівельним сміттям.

## Цвинтарі
- Старий
- Новий
- Єврейський
- Реформаторський

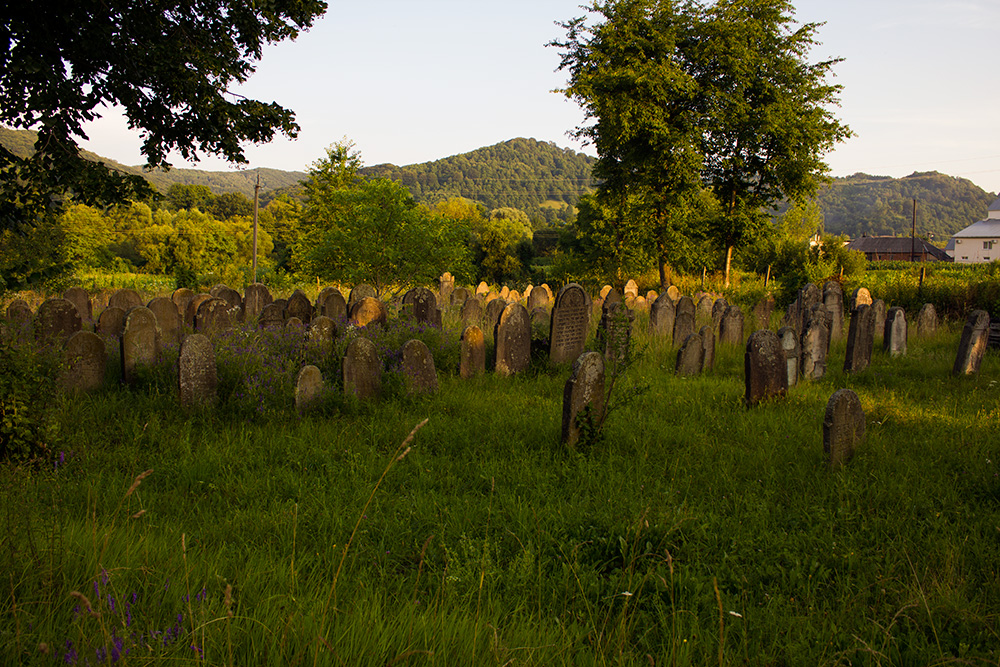
Єврейський цвинтар в селі Довге

На території Старого цвинтаря знаходиться надгробні пам'ятники XVIII—XIX і початку XX століть. Тут збереглися кам'яні, витесані з пісковика хрести з солярними візерунками та написами старослов'янськими кириличними літерами. З шести старих кам'яних хрестів тільки на декількох ще можна прочитати залишки написів. На одному напис повідомляє, що тут похована дружина священика Гефія, яка померла у 1840 році. Окрім дерев'яного та бетонного, є ще великий кам'яний різьблений з пісковика хрест. На цьому ж цвинтарі є близько 10 залізних хрестів з візерунками, вилиті на місцевому залізообробному заводі у XIX та на початку XX століття.
В Довгому знаходиться такої єврейське кладовище з кам'яними надгробними пам'ятниками з пісковика, багато з яких прикрашені різьбленням у вигляді оленів, голубів, складених у молитві рук, зірок, храмів, тощо.

### Народна архітектура

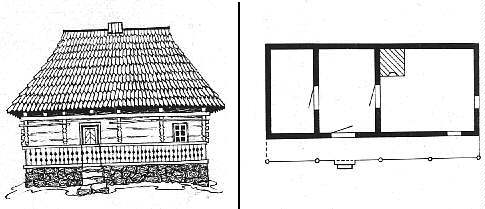
План трикамерної хати бойківського типу (село Довге)

Народні архітектурно-будівельні традиції Довгого створювались протягом століть шляхом безперервного вдосконалення. Виразності форм мистецтво народної архітектури набуло в період з XVIII до початку XX століття. В ці часи соціальний гніт та злиденне існування селян створювало умови, при яких народне житло немов застигло у своєму розвитку, зберігаючи на кінець XIX і навіть на початку XX століття багато старовинних прийомів та архаїчних рис, що сягають своїм корінням у глибину віків. Основою архітектурних ансамблів був двір (обшаря) — загороджене місце з комплексом житлових та господарських споруд. Планування поселень Довгого спочатку було розсіяно-гніздового типу, тобто двори були розміщені хаотично на віддалі один від одного. Кількість мешканців села зростала і набув поширення ланцюговий тип, при якому обійстя розташовувались вздовж основних шляхів, річки Боржави та її приток. Форма забудови дворів була вільного або зімкнутого типу. Житлові споруди розташовувались перпендикулярно до вулиці, тобто вузькою стороною (торцем), в окремих випадках — під кутом.
Основним елементом двору була, звичайно, хата (хижа). Найпоширенішим видом цієї житлової будівлі була трикамерна хата бойківського типу. Оскільки найдоступнішим матеріалом було дерево, основний конструктивний прийом, який довжани застосовували здавна, — зруб. Зруб хати тримався на фундаменті з річкового каменю та був побудований з дерев'яних кругляків, скріплених на кутах у замок. В деяких випадках стіни обмазували глиною та білили вапном, у яке додавали фарбу яскравого синього кольору. Там, де стіна робилась у відкритому зрубі, шви між вінцями промазували і також фарбували в синій колір — це надавало хаті дуже своєрідного вигляду.
До фасаду хати вздовж стіни добудовували напівзакриту галерею або турназ. Галерея була замкнута дощатим парканом з дверцятами. Часто він мав декоративну обробку — наскрізні прорізи. Піддашшя над галерейкою підтримувалось за допомогою квадратних дерев'яних стовпчиків. В тих випадках, коли ці архітектурні деталі мали різьблення, вони ставали справжньою окрасою будинку. Галереї використовувались для сушіння овочів, у негоду тут виконували дрібні ручні роботи, іноді відпочивали після праці. Стеля з дощок трималась на одному поздовжньому сволоку, який мешканці Довгого називають «геринда́». Дах був чотирисхилий, з усіченими фронтонами, критий смерековим ґонтом (шинґлами). Долівка глинобитна.
Крім хати, ґаздівські обійстя містили господарські будівлі, які обслуговували цілий ряд життєво необхідних для селянства процесів по переробці та зберіганню продуктів, а також забезпечували виготовлення та ремонт знарядь праці, засобів пересування та ін. Найхарактернішими для Довгого були: хлів — для великої рогатої худоби; стайня — для коней; куча — для свиней; курник — для домашньої птиці, клуня (чурь) — підсобне приміщення, оборіг — для зберігання сіна, кіш — для зберігання кукурудзи тощо. Для зберігання сільськогосподарського реманенту слугували шопа або колешня.
Унікальною пам'яткою села була хата-музей 1857 року, колишня хата Юрія Пацкана. Вона складалась з сіней, комори та світлиці (передня хижа, кухня, мала хижа і невелика комора), крита ґонтом, мала невеликий ґанок. Завдяки ентузіастам села на чолі з вчителем Юрієм Лапком та тодішнім головою сільради Іваном Пилипом, музей був урочисто відкритий 22 жовтня 1977 року. Але недбале ставлення до пам'ятки на початку 1990-х років призвело до руйнації та фактичного знищення хати.
В селі збереглося ще декілька хат, побудованих на початку та в 20—30-х роках XX століття. Здебільшого вони розміщені по вулиці Велика під номерами 26, 56, 70, 93, 114, 107, 122, 130, 134, 148 тощо. В основному це тридільні хати: сіни, комора та світлиця (хижа), з дубовим ґанком, невеликими вікнами.
Інший взірець народної архітектури села зараз знаходиться в Закарпатському музеї народної архітектури та побуту в Ужгороді. Це трикамерна хата другої половини XIX століття — з напівзакритою галереєю, стінами з кругляків, обмазаних глиною і пофарбованих в блакитний колір, чотирисхилим ґонтовим дахом та глинобитною долівкою. Перевезена в музей у 1969 році.

## Герб

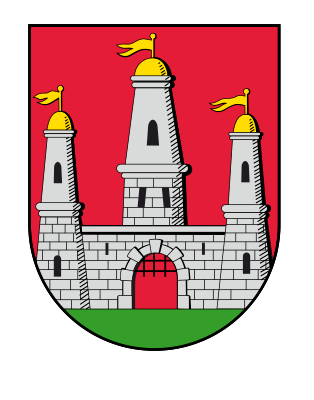
Реконструкція герба 2014 року

Перші відомості про герб Довгого датовані другою половиною XIX століття. Герб містився у гербівнику міст і містечок Угорщини 1880 року, а також був викарбуваний над брамою в'їзної башти палацу Телекі.
Опис герба

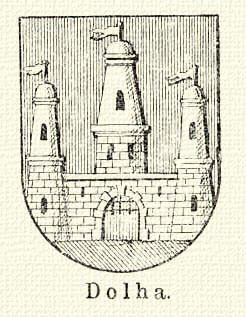
Герб 1880 року

У червоному щиті іспанської форми на зеленій основі подано срібну в'їзну браму оборонного муру з тесаних кам'яних блоків та три срібні двох'ярусні вежі. Центральна вежа вища від двох інших. В'їзна брама обмежена з боків нижніми ярусами веж конусоподібної форми з тесаних кам'яних блоків, з одним видовженим півциркульним вікном на кожній. Брама — відчинена, з піднятими залізними ґратами, що складаються з трьох вертикальних та двох горизонтальних прутів. Обабіч брами розміщено по одній видовженій бійниці прямокутної форми. Нижній ярус надбрамної вежі циліндричної форми, з тесаних кам'яних блоків, та містить два розташованих в ряд видовжених вікна прямокутної форми. Верхні яруси всіх трьох веж тиньковані, видовженої конусоподібної форми, з одним видовженим півциркульним вікном та відділені від нижніх ярусів двоступінчастим карнизом. Всі три вежі увінчані золотими півсферичними куполами із флюгерами у вигляді золотих прапорів, повернутими праворуч. Куполи відділені від верхніх ярусів веж двоступінчастим карнизом.
Значення символів
Брама з вежами на гербі — це символ стародавньої фортеці. Ймовірно, це фантазійне зображення довжанського замку Амбруша Долгої XV століття. Червоне тло — пам'ять про битви минулих століть, зокрема Довжанську битву куруців 1703 року за часів Визвольної війни під проводом Ференца II Ракоці. Зелений колір основи символізує благодатну долину річки Боржава.

## Видатні люди

### Уродженці Довгого
- Бердар Василь Дмитрович — живописець, член Національної спілки художників України.
- Боднар Іван — професор, доктор хімічних наук.
- Боднар Юрій Васильович — живописець, член Національної спілки художників України.
- Юрій Глеба — заслужений працівник культури України.
- Василь Кузан (1963) — поет, член Національної спілки письменників України.
- Іван Ледней (1959) — радянський футболіст, півзахисник і тренер України. Виступав, зокрема за «Суднобудівник» (Миколаїв), «Металіст» (Харків), СКА (Київ), «Таврія» (Сімферополь), «Маяк» (Харків), «Торпедо» (Запоріжжя) та «Закарпаття» (Ужгород).
- Олексадр Мавріц — актор театру та кіно, виконавець одної з головних ролей у фільмі «Червоний»
- Мошак Юлій — художник.
- Василь Німчук (1933) — мовознавець, завідувач відділу історії та граматики Інституту української мови Національної академії наук України, член-кореспондент НАН України.
- Попик І. В. — доктор хімічних наук.
- Попик Юрій та його брат Михайло — професори.
- Валерій Черняков (1966) — український політик. Колишній народний депутат України. Член ВО «Свобода», голова Державного агентства лісових ресурсів України.
- Чичура І. І. — кандидат фізичних наук
- Іван Шопа (1948) — радянський футболіст, нападник і тренер України. Виступав, зокрема за «Динамо» (Хмельницький), «Карпати» (Львів), «Шахтар» (Кадіївка) та «Суднобудівник» (Миколаїв).
- Якуб Василь Юрійович — академік Академії технологічних наук, професор.
- Горблянський Михайло (22 листопада 1995 — 31 березня 2022) — боєць добровольчого розвідувального батальйону «Сонечко», учасник російсько-української війни. Загинув під час російського вторгнення в Україну, виконуючи бойове завдання на околиці Києва.[111]Нагороджений відзнакою ГУР МО — медаллю «За бойові заслуги» (посмертно).[112]
- Кузан Євген Михайлович (2 квітня 1991 — 17 жовтня 2022) — український військовослужбовець, солдат 128 ОГШБр. Загинув на Херсонському напрямку в ході російсько-української війни.[113]
- Роман Іван — український військовослужбовець, відзначився у ході оборони Бахмутського напрямку під час повномасштабного російського вторгнення.[114]

### Жили і працювали
- Василь Гичко (1938) — заслужений працівник культури України.
- Довгович Василь (1783—1849) — філософ, просвітитель, мовознавець, поет, перший закарпатський академік. Священик УГКЦ.
- Михайло Машкін — композитор, написав тут свої найкращі пісні. Його іменем названо одну з вулиць, його ім'я носить всеукраїнський фестиваль пісенної творчості, який щороку традиційно тут проводиться.
- Анна Франко-Ключко (1892—1988) — українська письменниця, мемуаристка, публіцистка. Донька Івана Франка. У Довгому, де її чоловік отримав посаду окружного лікаря, Ганна оселилася у 1921 році. Подружжя прожило тут до 1939 року.
- Марійка Підгірянка (1881—1963) — поетеса, виховувала у Довгому онуків Івана Франка Мирона та Тараса — дітей його дочки Анни.[115]
- Йожеф Телекі (1738—1796) — фоішпан комітатів Бекеш та Уґоча, хранитель Святої Корони Угорщини.
- Йосип Тереля (1943—2009) — український містик, мученик, сучасний пророк та ясновидець, письменник, греко-католицький дисидент, в'язень совісті, політімігрант з СРСР. Багато років тут жив і працював.
- Мунтян Павло Васильович (15 лютого 1982 — 10 серпня 2022) — український військовослужбовець, старший лейтенант ЗСУ. Загинув у ході російсько-української війни.[116]

## Галерея

Церква та будівля школи
Центр села Довге
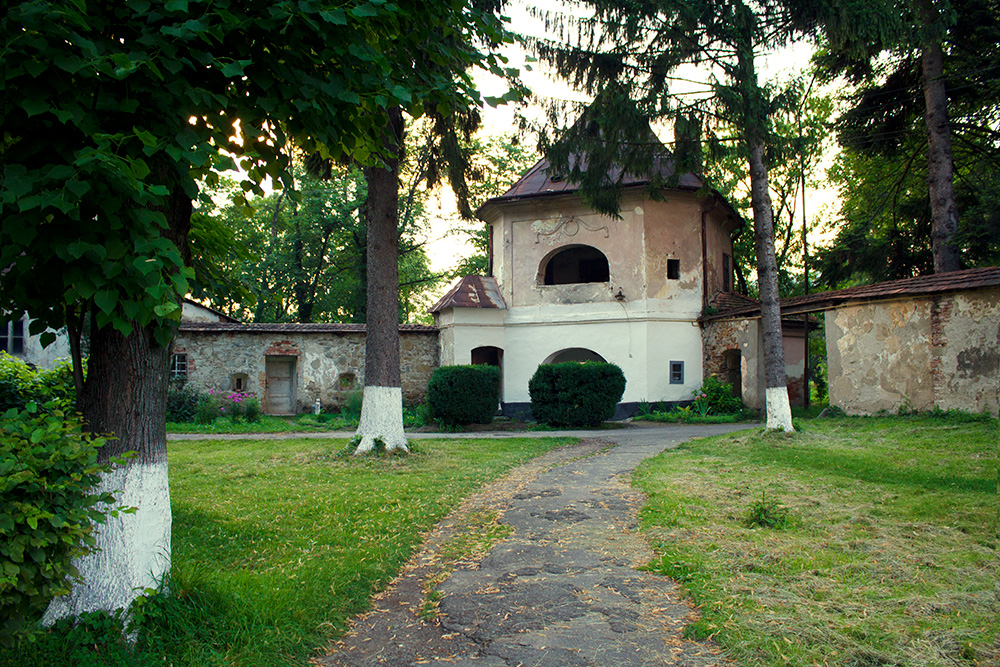
Внутрішній двір фортеці Телекі
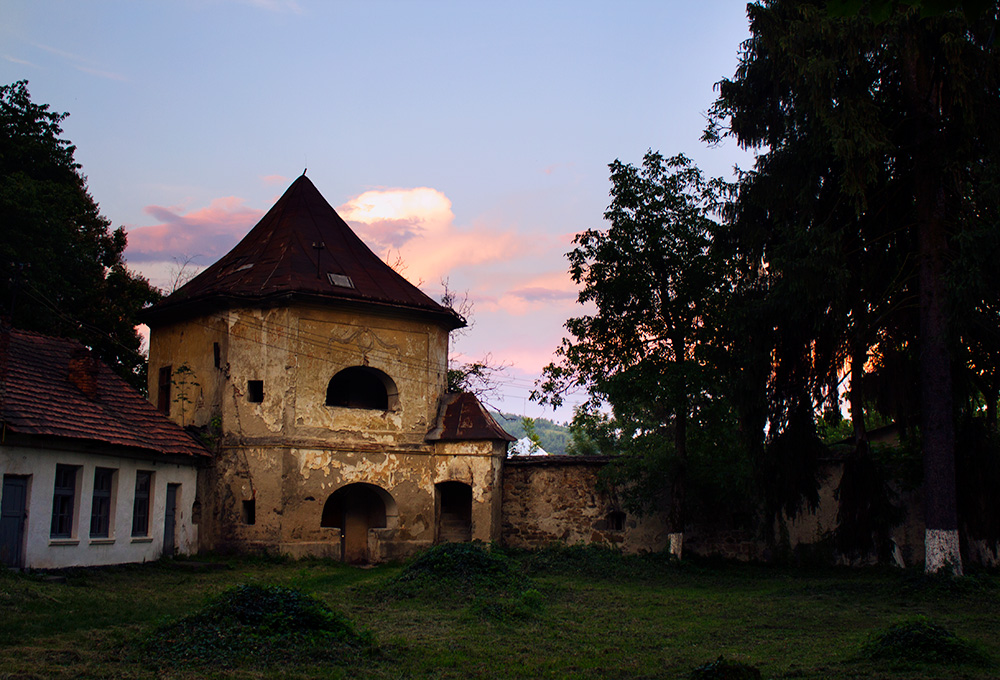
Внутрішній двір фортеці Телекі
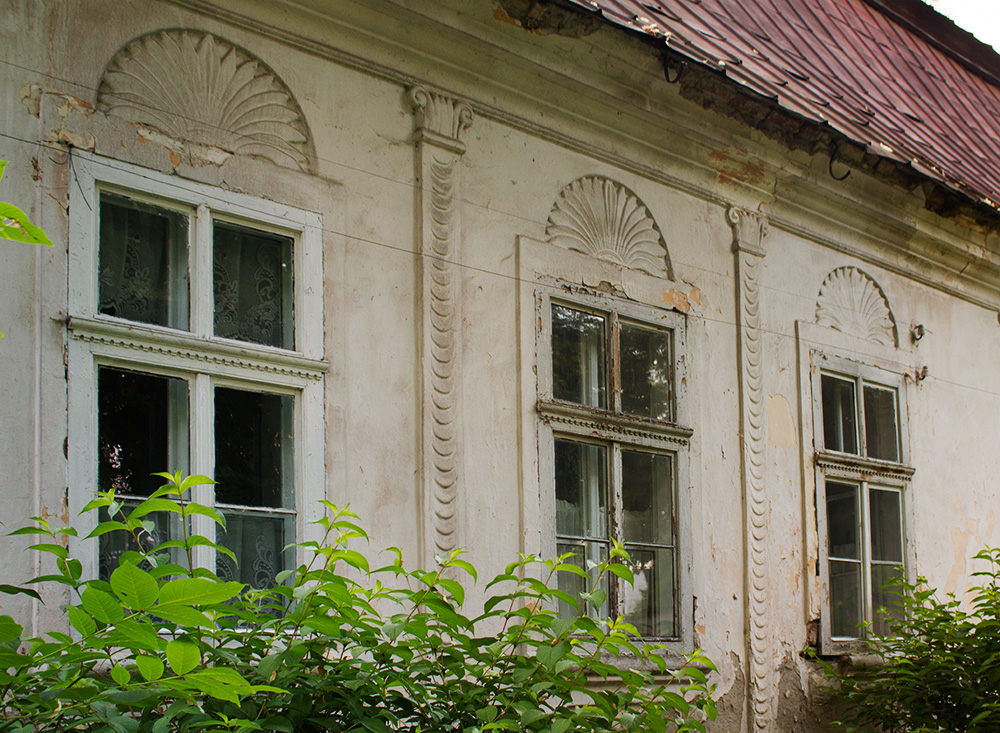
Декор фасаду палацу Телекі
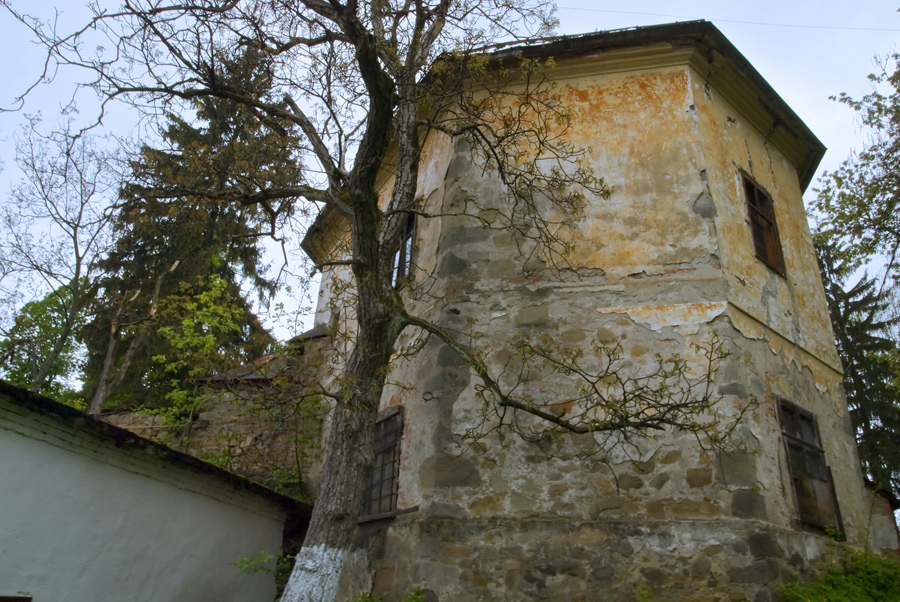
Палац-фортеця Телекі
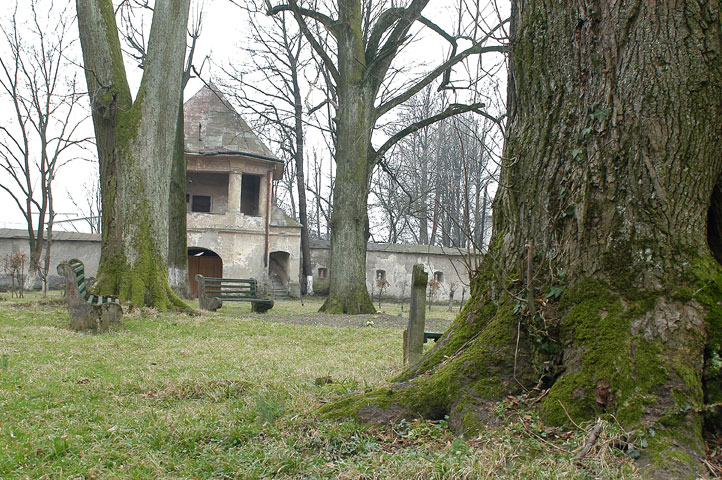
Палац-фортеця Телекі
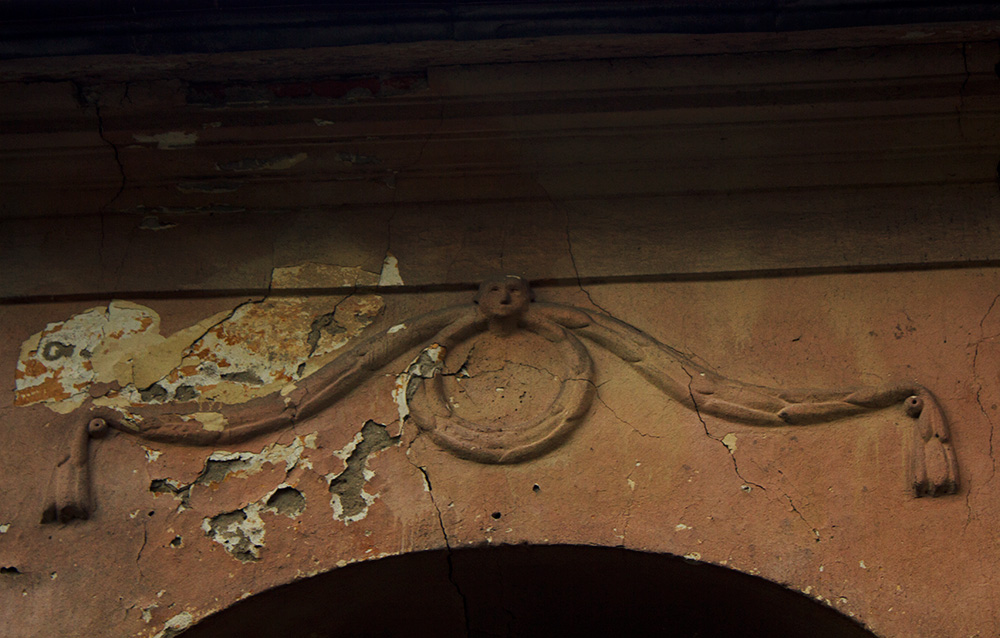
Декор башт фортеці Телекі
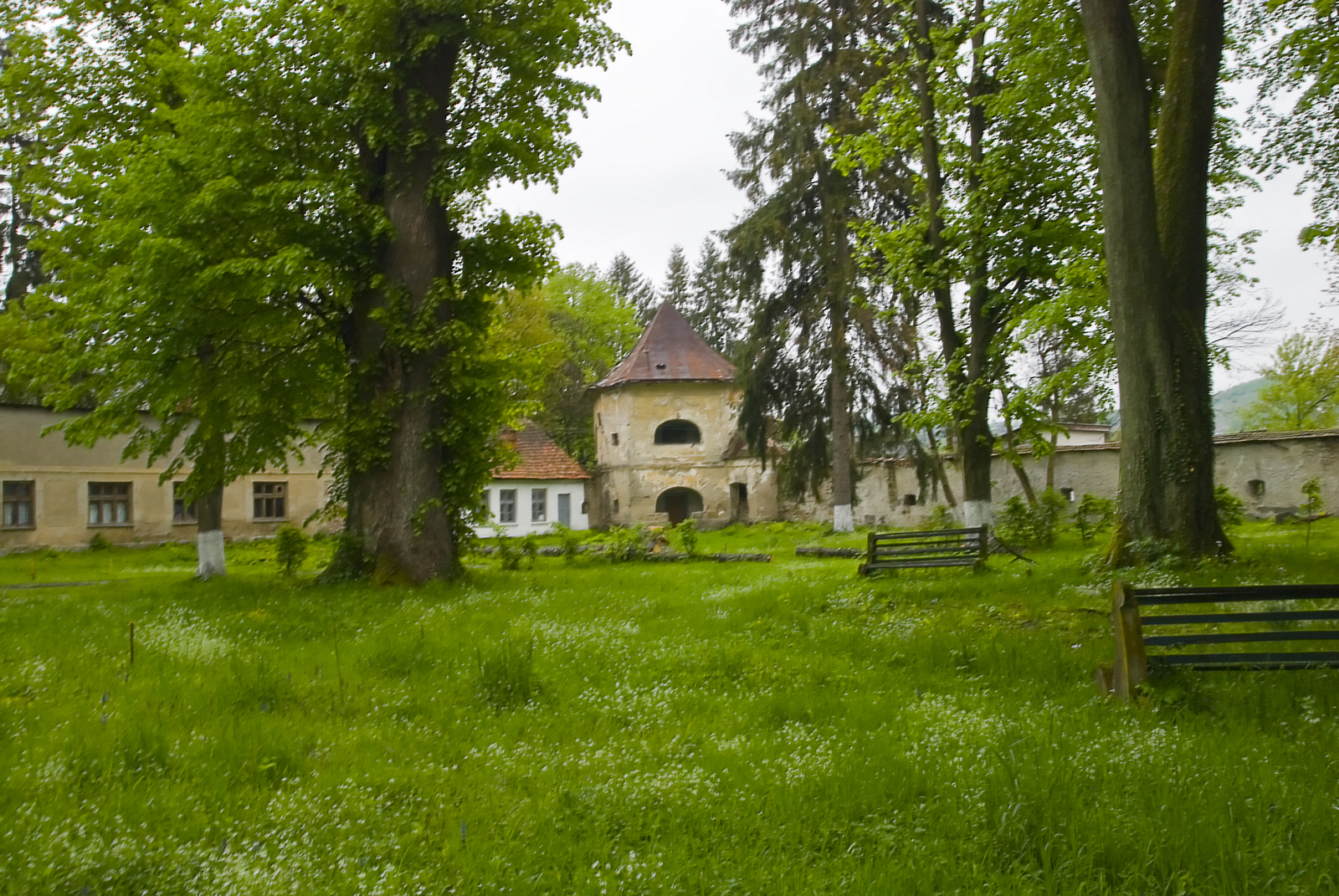
Палац-фортеця Телекі